# Puchar Świata w skokach narciarskich 1998/1999 – Zakopane
Puchar Świata w skokach narciarskich Zakopane 1999 – zawody w skokach narciarskich przeprowadzone w ramach Pucharu Świata w skokach narciarskich 1998/1999 między 15 a 17 stycznia 1999 na Wielkiej Krokwi w Zakopanem.
Rozegrane zostały dwa konkursy indywidualne na dużej skoczni. Po raz piąty zawodnicy rywalizowali w Zakopanem o punkty do klasyfikacji generalnej Pucharu Świata.
W pierwszym konkursie na Wielkiej Krokwi zwyciężył Stefan Horngacher. W drugim najlepszym zawodnikiem okazał się Janne Ahonen.
Na drugich miejscach sklasyfikowani zostali Janne Ahonen (pierwszy konkurs) i Kazuyoshi Funaki (drugi konkurs). Trzecią pozycję zajęli Tommy Ingebrigtsen (pierwszy konkurs) i Stefan Horngacher (drugi konkurs).
Po raz trzeci w historii, po 1996 i 1998 roku, w ramach Pucharu Świata w skokach narciarskich w Zakopanem rozegrano dwa konkursy indywidualne na dużej skoczni. W 1980 roku zorganizowano po jednym konkursie na normalnej i dużej skoczni, natomiast w 1990 jeden konkurs na dużej skoczni.
Do zawodów zostało zgłoszonych 68 zawodników z 14 narodowych reprezentacji. Najstarszym uczestnikiem był reprezentant Japonii, Masahiko Harada (30 lat i 251 dni), a najmłodszym Polak, Bartłomiej Nikiel (15 lat i 191 dni).

## Przed zawodami

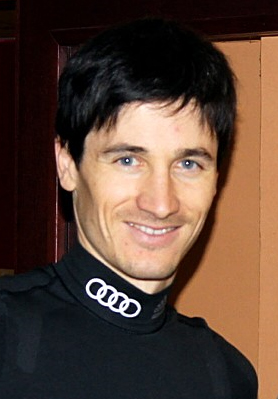
Martin Schmitt, wicelider klasyfikacji generalnej Pucharu Świata przed konkursami w Zakopanem

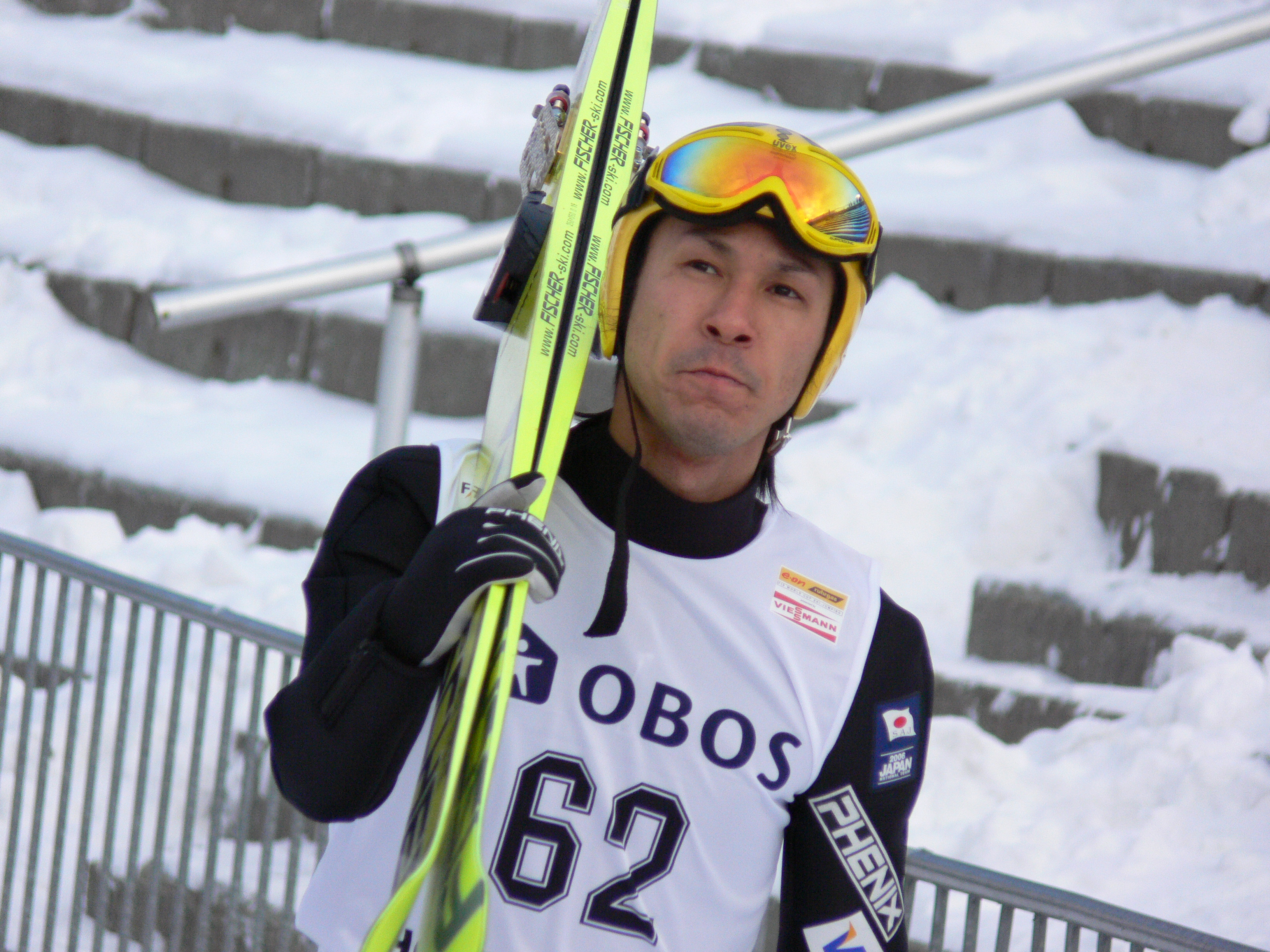
Noriaki Kasai, czwarty zawodnik klasyfikacji generalnej Pucharu Świata przed konkursami w Zakopanem

Przed konkursami Pucharu Świata w skokach narciarskich w Zakopanem, rozegrano 14 indywidualnych zawodów w ramach cyklu. Liderem klasyfikacji generalnej Pucharu Świata był Janne Ahonen. Reprezentant Finlandii zgromadził 1043 punkty i o 165 oczek wyprzedzał drugiego Martina Schmitta. Trzecią pozycję zajmował Kazuyoshi Funaki z wynikiem 761 punktów. W klasyfikacji Pucharu Narodów prowadzili Japończycy przed Niemcami i Austrią.
W rozegranych przed konkursami w Zakopanem zawodach Pucharu Świata wygrywali: sześciokrotnie – Martin Schmitt, czterokrotnie – Janne Ahonen, dwukrotnie – Andreas Widhölzl i jednokrotnie – Kazuyoshi Funaki i Noriaki Kasai.
W dniach 30 grudnia 1998–6 stycznia 1999 rozegrano 47. Turniej Czterech Skoczni. Jego triumfatorem został Janne Ahonen. Reprezentant Finlandii odniósł końcowy triumf, nie będąc najlepszym w żadnym z czterech turniejowych konkursów. Zawody w Oberstdorfie i Garmisch-Partenkirchen zakończyły się zwycięstwem Martina Schmitta. Reprezentant Niemiec w kolejnych zawodach zajął jednak niższe pozycje (13. w Innsbrucku i 14. w Bischofshofen) i ostatecznie został sklasyfikowany na 4. miejscu w końcowej klasyfikacji 47. Turnieju Czterech Skoczni. Druga i trzecia lokata w turnieju przypadła Japończykom – Noriakiemu Kasaiemu i Hideharu Miyahirze.
W ostatnich konkursach przed Pucharem Świata w Zakopanem, tj. w Engelbergu (9–10 stycznia) triumfowali Janne Ahonen i Kazuyoshi Funaki. W pierwszym konkursie reprezentant Finlandii okazał się lepszy od Japończyka i sklasyfikowanych ex aequo na trzecim miejscu Martina Schmitta i Noriakiego Kasaiego. W drugich zawodach zwyciężył mistrz olimpijski na dużej skoczni z Nagano przed Andreasem Widhölzlem i Kasaim.
Jedynym sklasyfikowanym reprezentantem Polski w Pucharze Świata był Wojciech Skupień. Skoczek z Zakopanego, do momentu rozpoczęcia zawodów w Zakopanem, zdobył 10 punktów do klasyfikacji generalnej i zajmował 49. pozycję. W Pucharze Narodów reprezentacja Polski zajmowała trzynastą lokatę. Słabe wyniki zawodników doprowadziły do dymisji Pavla Mikeski z funkcji trenera reprezentacji Polski w skokach narciarskich. Pełniącym obowiązki trenera został Piotr Fijas, dotychczasowy asystent Mikeski.

### Klasyfikacja Pucharu Świata przed konkursami w Zakopanem
| Klasyfikacja PŚ przed konkursami w Zakopanem | Klasyfikacja PŚ przed konkursami w Zakopanem | Klasyfikacja PŚ przed konkursami w Zakopanem | Klasyfikacja PŚ przed konkursami w Zakopanem | Klasyfikacja PŚ przed konkursami w Zakopanem |
| Miejsce                                      | Zawodnik                                     | Państwo                                      | Punkty                                       | Strata do lidera                             |
| -------------------------------------------- | -------------------------------------------- | -------------------------------------------- | -------------------------------------------- | -------------------------------------------- |
| 1.                                           | Janne Ahonen                                 | Finlandia                                    | 1043                                         | –                                            |
| 2.                                           | Martin Schmitt                               | Niemcy                                       | 878                                          | 165                                          |
| 3.                                           | Kazuyoshi Funaki                             | Japonia                                      | 761                                          | 282                                          |
| 4.                                           | Noriaki Kasai                                | Japonia                                      | 702                                          | 341                                          |
| 5.                                           | Andreas Widhölzl                             | Austria                                      | 544                                          | 499                                          |
| 6.                                           | Sven Hannawald                               | Niemcy                                       | 381                                          | 662                                          |
| 7.                                           | Morten Ågheim                                | Norwegia                                     | 374                                          | 669                                          |
| 8.                                           | Stefan Horngacher                            | Austria                                      | 360                                          | 683                                          |
| 9.                                           | Masahiko Harada                              | Japonia                                      | 315                                          | 728                                          |
| 10.                                          | Hideharu Miyahira                            | Japonia                                      | 305                                          | 738                                          |
| 11.                                          | Andreas Goldberger                           | Austria                                      | 298                                          | 745                                          |
| 12.                                          | Kazuya Yoshioka                              | Japonia                                      | 295                                          | 748                                          |
| 13.                                          | Wolfgang Loitzl                              | Austria                                      | 294                                          | 749                                          |
| 14.                                          | Nicolas Dessum                               | Francja                                      | 265                                          | 778                                          |
| 15.                                          | Dieter Thoma                                 | Niemcy                                       | 240                                          | 803                                          |
| 16.                                          | Martin Höllwarth                             | Austria                                      | 218                                          | 825                                          |
| 17.                                          | Kristian Brenden                             | Norwegia                                     | 214                                          | 829                                          |
| 18.                                          | Lasse Ottesen                                | Norwegia                                     | 207                                          | 836                                          |
| 19.                                          | Hiroya Saitō                                 | Japonia                                      | 203                                          | 840                                          |
| 20.                                          | Tommy Ingebrigtsen                           | Norwegia                                     | 191                                          | 852                                          |
| 21.                                          | Ronny Hornschuh                              | Niemcy                                       | 181                                          | 862                                          |
| 22.                                          | Reinhard Schwarzenberger                     | Austria                                      | 170                                          | 873                                          |
| 23.                                          | Jakub Sucháček                               | Czechy                                       | 152                                          | 891                                          |
| 24.                                          | Mika Laitinen                                | Finlandia                                    | 122                                          | 921                                          |
| 25.                                          | Hansjörg Jäkle                               | Niemcy                                       | 113                                          | 930                                          |
| 26.                                          | Primož Peterka                               | Słowenia                                     | 111                                          | 932                                          |
| 27.                                          | Christian Meyer                              | Norwegia                                     | 95                                           | 948                                          |
| 27.                                          | Christof Duffner                             | Niemcy                                       | 95                                           | 948                                          |
| 29.                                          | Olav Magne Dønnem                            | Norwegia                                     | 79                                           | 964                                          |
| 30.                                          | Alexander Herr                               | Niemcy                                       | 78                                           | 965                                          |
| 31.                                          | Takanobu Okabe                               | Japonia                                      | 72                                           | 971                                          |
| 32.                                          | Bruno Reuteler                               | Szwajcaria                                   | 68                                           | 975                                          |
| 33.                                          | Jani Soininen                                | Finlandia                                    | 65                                           | 978                                          |
| 34.                                          | Roar Ljøkelsøy                               | Norwegia                                     | 54                                           | 989                                          |
| 35.                                          | Gerd Siegmund                                | Niemcy                                       | 53                                           | 990                                          |
| 36.                                          | Roberto Cecon                                | Włochy                                       | 52                                           | 991                                          |
| 36.                                          | Sylvain Freiholz                             | Szwajcaria                                   | 52                                           | 991                                          |
| 38.                                          | Michal Doležal                               | Czechy                                       | 46                                           | 997                                          |
| 38.                                          | Peter Žonta                                  | Słowenia                                     | 46                                           | 997                                          |
| 40.                                          | Jakub Janda                                  | Czechy                                       | 39                                           | 1004                                         |
| 40.                                          | Marco Steinauer                              | Szwajcaria                                   | 39                                           | 1004                                         |
| 42.                                          | Henning Stensrud                             | Norwegia                                     | 26                                           | 1017                                         |
| 43.                                          | Walerij Kobielew                             | Rosja                                        | 25                                           | 1018                                         |
| 44.                                          | Artur Chamidulin                             | Rosja                                        | 23                                           | 1020                                         |
| 45.                                          | Damjan Fras                                  | Słowenia                                     | 18                                           | 1025                                         |
| 46.                                          | Lucas Chevalier-Girod                        | Francja                                      | 17                                           | 1026                                         |
| 47.                                          | Kristoffer Jåfs                              | Szwecja                                      | 13                                           | 1030                                         |
| 47.                                          | Jakub Hlava                                  | Czechy                                       | 13                                           | 1030                                         |
| 49.                                          | Wojciech Skupień                             | Polska                                       | 10                                           | 1033                                         |
| 50.                                          | Kjell Erik Sagbakken                         | Norwegia                                     | 9                                            | 1034                                         |
| 50.                                          | Blaž Vrhovnik                                | Słowenia                                     | 9                                            | 1034                                         |
| 52.                                          | Tom Aage Aarnes                              | Norwegia                                     | 8                                            | 1035                                         |
| 52.                                          | Risto Jussilainen                            | Finlandia                                    | 8                                            | 1035                                         |
| 52.                                          | Jaroslav Sakala                              | Czechy                                       | 8                                            | 1035                                         |
| 55.                                          | Alan Alborn                                  | Stany Zjednoczone                            | 7                                            | 1036                                         |
| 56.                                          | Jon Petter Sandaker                          | Norwegia                                     | 6                                            | 1037                                         |
| 57.                                          | Bine Norčič                                  | Słowenia                                     | 5                                            | 1038                                         |
| 58.                                          | Rico Parpan                                  | Szwajcaria                                   | 4                                            | 1039                                         |
| 58.                                          | Janne Väätäinen                              | Finlandia                                    | 4                                            | 1039                                         |
| 58.                                          | Falko Krismayr                               | Austria                                      | 4                                            | 1039                                         |
| 61.                                          | Milan Živič                                  | Słowenia                                     | 3                                            | 1040                                         |
| 61.                                          | Jussi Hautamäki                              | Finlandia                                    | 3                                            | 1040                                         |
| 63.                                          | Roland Audenrieth                            | Niemcy                                       | 2                                            | 1041                                         |
| 64.                                          | Stanisław Filimonow                          | Kazachstan                                   | 1                                            | 1042                                         |
| 64.                                          | Lauri Hakola                                 | Finlandia                                    | 1                                            | 1042                                         |
| 64.                                          | Robert Křenek                                | Czechy                                       | 1                                            | 1042                                         |
| 64.                                          | Choi Yong-jik                                | Korea Południowa                             | 1                                            | 1042                                         |
| 64.                                          | Matti Hautamäki                              | Finlandia                                    | 1                                            | 1042                                         |
| 64.                                          | Andreas Küttel                               | Szwajcaria                                   | 1                                            | 1042                                         |

### Organizacja zawodów

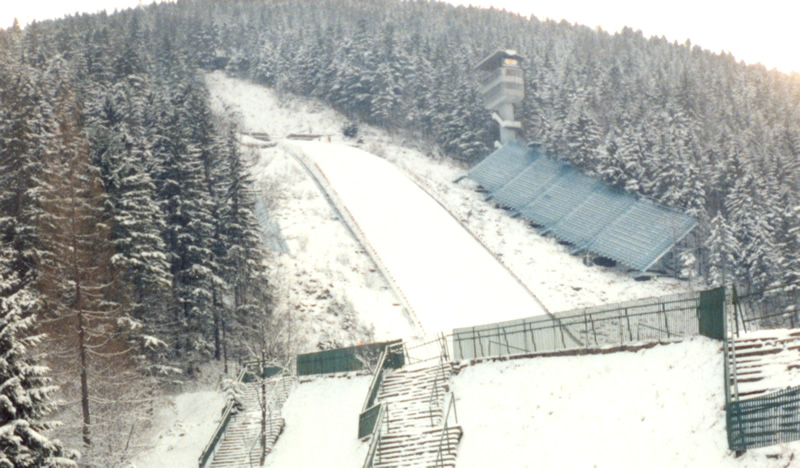
Wielka Krokiew w Zakopanem

Za organizację Pucharu Świata w skokach narciarskich w Zakopanem odpowiedzialny był Polski i Tatrzański Związek Narciarski. Za międzynarodowy przekaz i transmisję telewizyjną z zawodów odpowiedzialna była Telewizja Polska. Łączny koszt organizacji konkursów wyniósł 500.000 złotych.
Problemem dla organizatorów konkursów Pucharu Świata w Zakopanem była panująca tydzień przed zawodami odwilż. Spowodowała ona topnienie śniegu na przygotowanej już do pucharowej rywalizacji Wielkiej Krokwi. W celu ponownego oddania skoczni do użytku, organizatorzy sprowadzali śnieg z wyższych partii gór. W ostatnich dniach przed zawodami w Zakopanem nastąpiło ochłodzenie powietrza, co umożliwiło organizatorom wykorzystanie armatek śnieżnych do przygotowania obiektu.
Przed rozpoczęciem zawodów Pucharu Świata w Zakopanem, prezes Polskiego Związku Narciarskiego Paweł Włodarczyk obiecał premię w wysokości 10.000 złotych dla reprezentanta Polski, który znajdzie się w pierwszej dziesiątce jednego z dwóch konkursów na Wielkiej Krokwi.

### Program zawodów
Pierwszy oficjalny trening skoków został zaplanowany na 15 stycznia 1999, a ostatnimi zawodami był rozegrany dwa dni później drugi pucharowy konkurs. Łącznie zaplanowano dwa konkursy indywidualne, a także dwie serie kwalifikacyjne, dwa oficjalne treningi oraz serię próbną.
Poniższa tabela przedstawia szczegółowy wykaz serii skoków zaplanowanych w ramach Pucharu Świata Zakopane 1999.
| Data             | Godzina | Wydarzenie |
| ---------------- | ------- | --- |
| 15 stycznia 1999 | 11:00   | oficjalny trening na skoczni K-116 (2 serie)                                                                                |
| 15 stycznia 1999 | 13:00   | seria kwalifikacyjna przed zawodami indywidualnymi na skoczni K-116                                                         |
| 16 stycznia 1999 | 12:00   | seria próbna przed zawodami indywidualnymi na skoczni K-116                                                                 |
| 16 stycznia 1999 | 13:00   | początek pierwszej serii konkursowej zawodów indywidualnych na skoczni K-116, druga seria konkursowa zawodów indywidualnych |
| 17 stycznia 1999 | 11:00   | seria kwalifikacyjna przed zawodami indywidualnymi na skoczni K-116                                                         |
| 17 stycznia 1999 | 13:00   | początek pierwszej serii konkursowej zawodów indywidualnych na skoczni K-116, druga seria konkursowa zawodów indywidualnych |

## Skocznia
Konkursy Pucharu Świata w skokach narciarskich w Zakopanem w 1999 roku rozegrano na Wielkiej Krokwi, skoczni narciarskiej nazwanej imieniem narciarza Stanisława Marusarza, usytuowanej na północnym stoku góry Krokiew w Tatrach Zachodnich. Na obiekcie rozegrano dwa konkursy indywidualne. Na Wielkiej Krokwi czterokrotnie rywalizowano w zawodach Pucharu Świata – w 1980, 1990, 1996 i 1998 roku.
|  | Nazwa skoczni  | Miejscowość | Punkt K | Punkt jury | Rekord skoczni | Rekord skoczni | Rekord skoczni |
|  | -------------- | ----------- | ------- | ---------- | -------------- | -------------- | -------------- |
|  | Wielka Krokiew | Zakopane    | K-116   | 128 m      | 130,0 m        | Primož Peterka | 27.01.1996     |

## Jury
Z ramienia Międzynarodowej Federacji Narciarskiej dyrektorem zawodów był Walter Hofer, a jego asystentem – Miran Tepeš. Ponadto kierownikiem zawodów z ramienia organizatorów Pucharu Świata w Zakopanem był Polak Lech Nadarkiewicz. Delegatem technicznym podczas wszystkich zawodów był Austriak Paul Ganzenhuber, a asystował mu Norweg Bertil Palsrud.
Noty za styl w każdej serii kwalifikacyjnej i konkursowej wystawiało po pięciu sędziów. Skład sędziowski poszczególnych konkursów wraz z zajmowanymi przez arbitrów stanowiskami na wieży przedstawiono w poniższej tabeli.
| Sędzia           | Kraj     | Stanowisko na wieży sędziowskiej                                   | Stanowisko na wieży sędziowskiej           | Stanowisko na wieży sędziowskiej                              | Stanowisko na wieży sędziowskiej        | Stanowisko na wieży sędziowskiej |
| Sędzia           | Kraj     | kwalifikacje do pierwszego konkursu indywidualnego (15/16.01.1999) | pierwszy konkurs indywidualny (16.01.1999) | kwalifikacje do drugiego konkursu indywidualnego (17.01.1999) | drugi konkurs indywidualny (17.01.1999) |                                  |
| ---------------- | -------- | ------------------------------------------------------------------ | ------------------------------------------ | ------------------------------------------------------------- | --------------------------------------- | -------------------------------- |
| Janež Frelih     | Słowenia | A                                                                  | A                                          | B                                                             | B                                       |                                  |
| Andreas Langer   | Niemcy   | B                                                                  | B                                          | A                                                             | A                                       |                                  |
| Nils Livland     | Norwegia | D                                                                  | D                                          | C                                                             | C                                       |                                  |
| Jerzy Pilch      | Polska   | E                                                                  | E                                          | D                                                             | D                                       |                                  |
| Stanislav Slavik | Czechy   | C                                                                  | C                                          | E                                                             | E                                       |                                  |

## Przebieg zawodów

### Serie treningowe i kwalifikacje do pierwszego konkursu indywidualnego (15.01.1999)

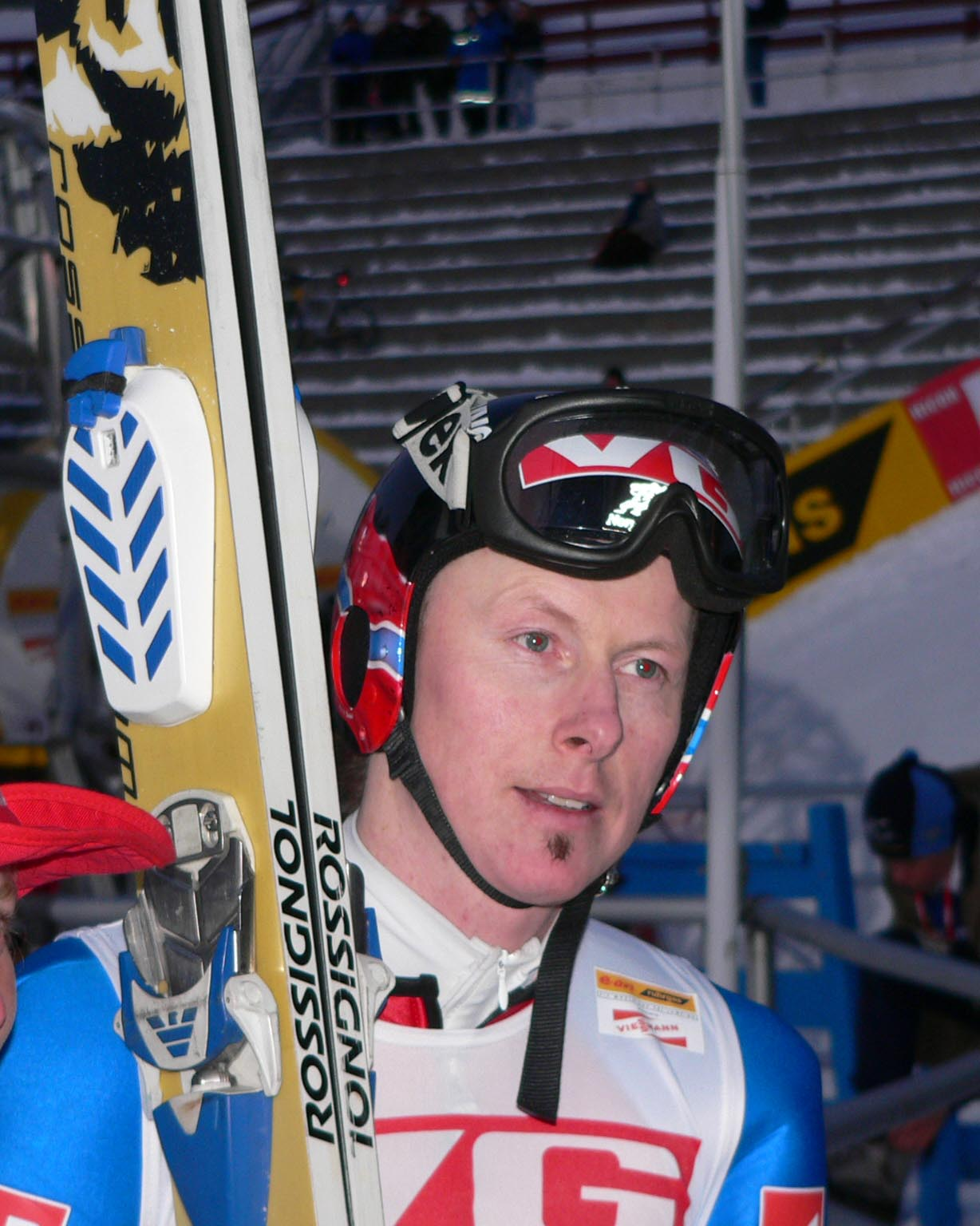
Tommy Ingebrigtsen, zdobywca 3. miejsca w pierwszym konkursie w Zakopanem

Pierwsza seria treningowa przed konkursami Pucharu Świata w Zakopanem została przerwana przez jury zawodów z powodu zbyt silnie wiejącego wiatru. Pozostałych serii nie rozegrano. Zaplanowaną na piątek serię kwalifikacyjną do sobotniego konkursu indywidualnego przełożono na dzień zawodów.

### Seria treningowa i kwalifikacje do pierwszego konkursu indywidualnego (16.01.1999)

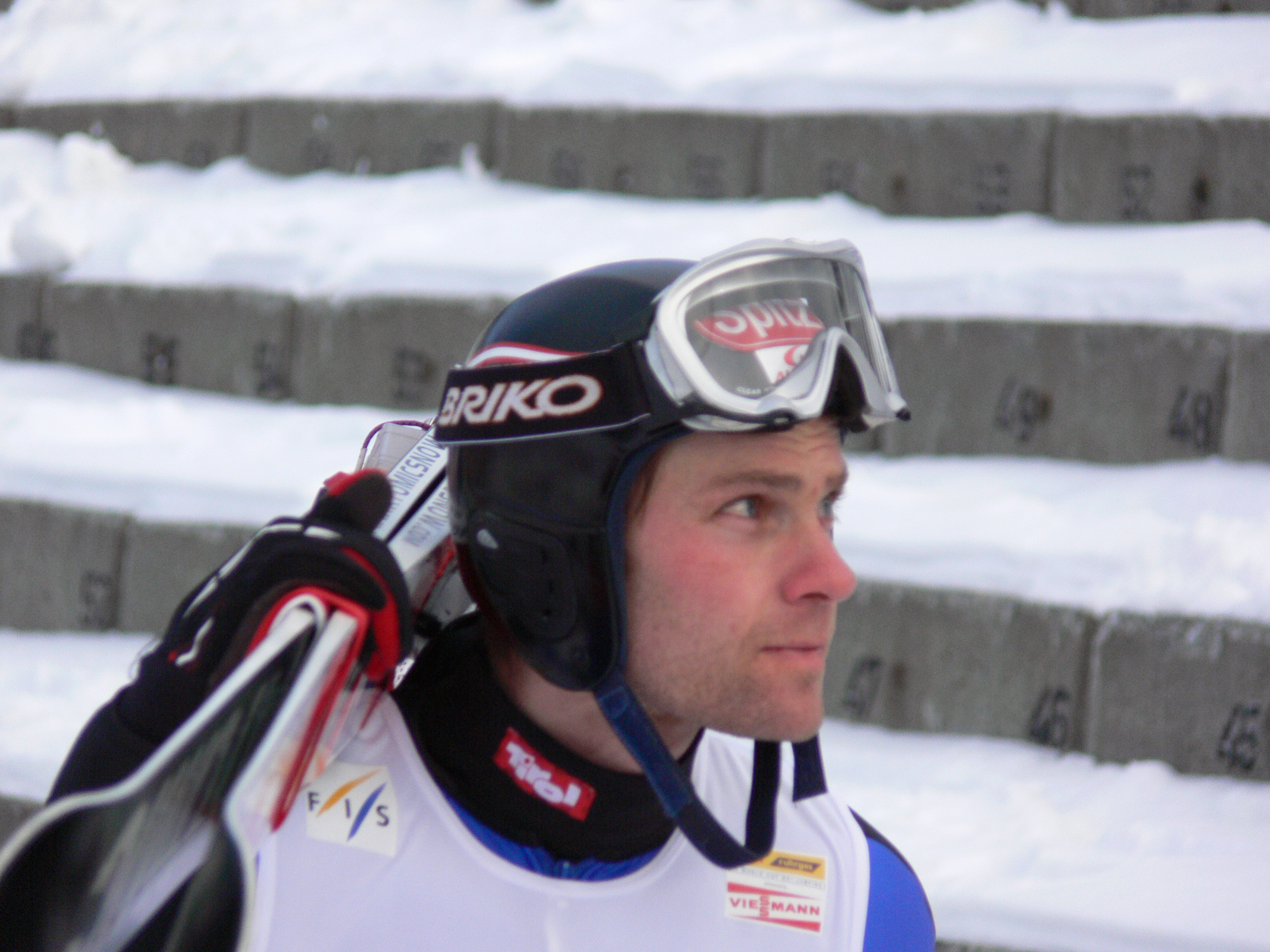
Andreas Widhölzl, czwarty zawodnik obu konkursów w Zakopanem

Zgodnie z przepisami FIS, przed kwalifikacjami lub konkursem musi zostać rozegrana przynajmniej jedna seria treningowa. Z racji, iż dzień wcześniej nie odbyła się żadna planowana runda, organizatorzy podjęli decyzję o rozegraniu treningu przed kwalifikacjami. Najdłuższy skok w serii treningowej oddał Robert Mateja, który wylądował na 110 metrze.
Kwalifikacje zakończyły się wygraną Janne Ahonena. Lider Pucharu Świata oddał skok na odległość 119,5 m. O trzy i pół metra bliżej lądował Kazuyoshi Funaki, który dzięki wysokim notom sędziowskim przegrał z Finem różnicą 0,8 punktu. Trzeci był Niemiec Dieter Thoma, który w swojej próbie uzyskał 118 m. Najlepszym zawodnikiem z grona walczących o występ w pierwszej serii konkursowej był Hiroya Saitō. Reprezentant Japonii zajął 7. miejsce po skoku na 111 metr.
Do konkursu zakwalifikowało się sześciu z czternastu reprezentantów Polski. Do pierwszej serii zawodów awansowali: Adam Małysz (15. miejsce; 108 m), Robert Mateja (16.; 108,5 m), Wojciech Skupień (30.; 100,5 m), Łukasz Kruczek (40.; 97,5 m), Andrzej Młynarczyk (45.; 93,5 m) i Marek Gwóźdź (48.; 93,5 m).
Bardzo krótkie skoki w serii kwalifikacyjnej oddali Andreas Goldberger (69 m) i Sven Hannawald (61,5 m), którzy zajęli odpowiednio 64. i 67. lokatę. Swój awans do zawodów zawdzięczali jedynie miejscom w czołowej piętnastce klasyfikacji generalnej Pucharu Świata.
W kwalifikacjach wystartowało 68 zawodników z 14 państw.

### Pierwszy konkurs indywidualny (16.01.1999)

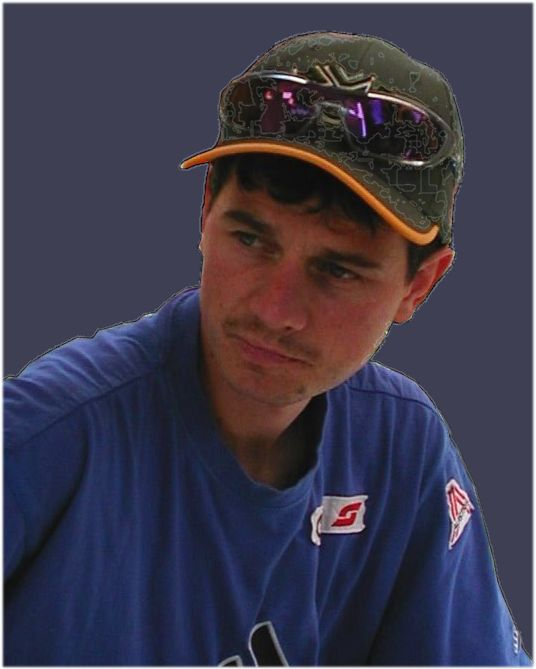
Stefan Horngacher, triumfator pierwszego konkursu w Zakopanem

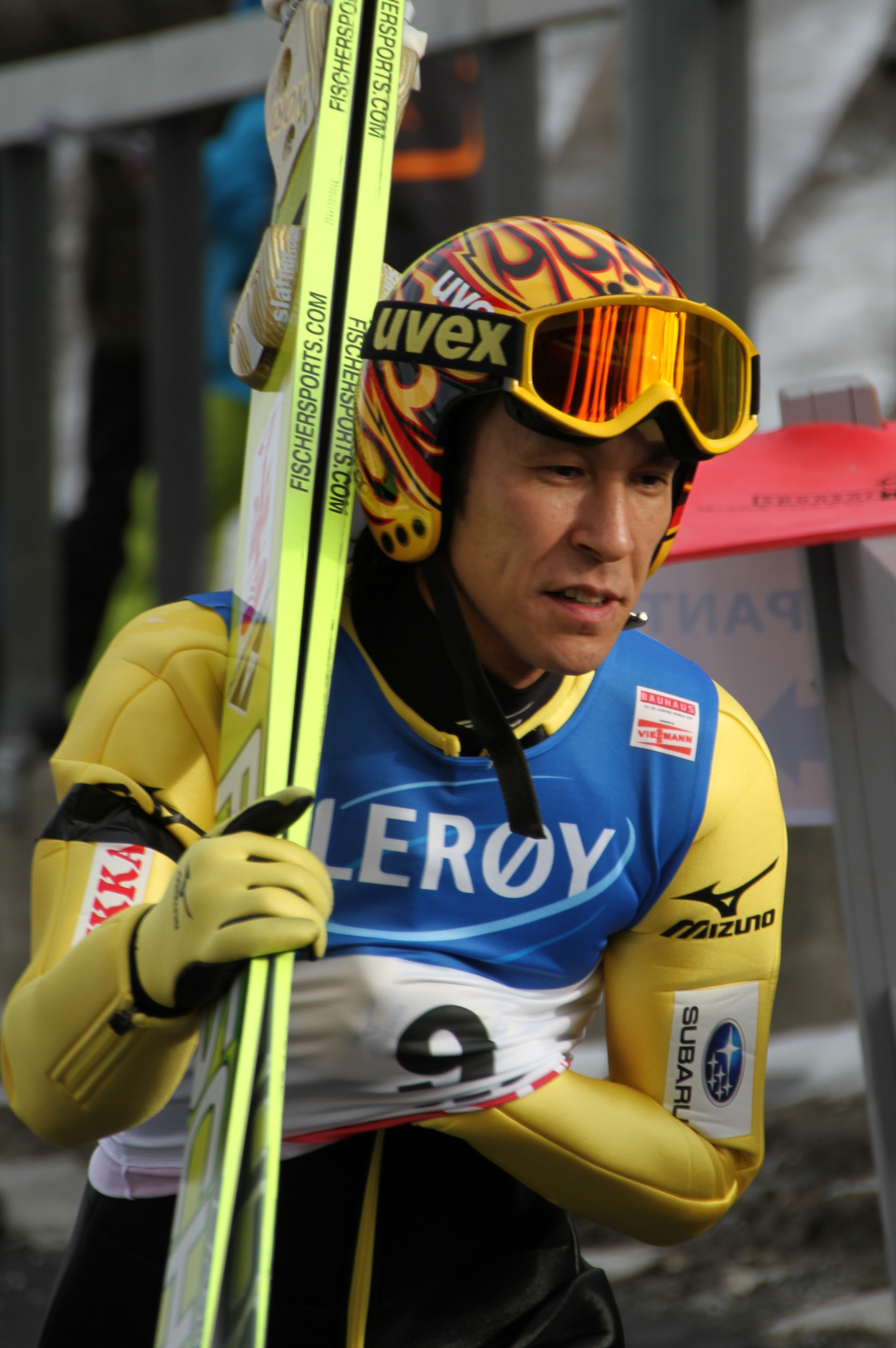
Noriaki Kasai, piąty zawodnik pierwszego konkursu w Zakopanem

Pierwszy konkurs indywidualny, w ramach zawodów Pucharu Świata w skokach narciarskich Zakopane 1999, rozpoczął się od skoku reprezentanta Polski, Andrzeja Młynarczyka, który uzyskał odległość 94,5 metra. Dawało mu to pierwszą pozycję do skoku siódmego zawodnika, Roberta Matei, który lądował 13,5 metra dalej od rodaka i tym samym został nowym liderem konkursu. Z numerem dziesiątym wystartował Adam Małysz, który dzięki odległości 103 m znalazł się tuż za prowadzącym Mateją. Reprezentanta Polski nie zdołali wyprzedzić kolejni zawodnicy, w tym między innymi Takanobu Okabe czy Primož Peterka, którzy lądowali na 96,5 i 97 metrze. W trakcie pierwszej serii wiał tylny wiatr, który przeszkadzał w uzyskaniu dobrej odległości.
Mateja pozostawał na pierwszej pozycji aż do skoku 32. zawodnika konkursu, Tommy’ego Ingebrigtsena, który uzyskał 115 metrów i został nowym liderem konkursu. Norweg uzyskał 12,6 punktu przewagi nad dotychczasowym liderem. Skok na odległość 96 m oddał Kristian Brenden. Dla zwycięzcy konkursu Pucharu Świata w Zakopanem sprzed roku ta odległość okazała się zbyt krótka, by awansować do drugiej serii. Startujący z numerem 38. Emmanuel Chedal wylądował na 111,5 metrze i znalazł się tuż za liderującym Ingebrigtsenem. Ostatnią dziesiątkę pierwszej serii rozpoczął Andreas Goldberger, który lądował na 103 metrze. Startujący bezpośrednio po nim Hideharu Miyahira i Masahiko Harada uzyskali odległości 110 i 107,5 metrów i znaleźli się w czołówce zawodów. Prowadzącego Ingebrigtsena zdołał pokonać Stefan Horngacher, który dzięki próbie na odległość 118,5 metra został nowym liderem konkursu. Reprezentanta Austrii nie zdołali wyprzedzić Morten Ågheim – 106,5 metra, Sven Hannawald – 106,5 metra, Andreas Widhölzl – 115 metrów, Noriaki Kasai – 107 metrów, Kazuyoshi Funaki – 109,5 metra, a liderujący w Pucharze Świata Janne Ahonen uzyskał 108,5 metra.
Po pierwszej serii pierwsze miejsce zajmował Stefan Horngacher, a na kolejnych pozycjach sklasyfikowani zostali Andreas Widhölzl, Tommy Ingebrigtsen, Nicolas Dessum i Hideharu Miyahira. Najwyżej sklasyfikowanym reprezentantem Polski był dziewiąty Robert Mateja.
Jako pierwszy skok w drugiej serii oddał Lasse Ottesen, który uzyskał 107 metrów. Zmiana lidera nastąpiła po skoku dwudziestego szóstego po pierwszej serii Henninga Stensruda, który również lądował na 107 metrze. Norweg był liderem konkursu do skoku Petera Žonty, który uplasował się na 23. miejscu po skoku na 100,5 metra w pierwszej serii. Słoweniec poprawił się w serii finałowej o 7,5 metra i objął prowadzenie o 5,7 punktu nad Stensrudem. Odległość 106,5 metra uzyskał Alexander Herr i plasował się na drugim miejscu.
Kolejna zmiana na prowadzeniu w zawodach nastąpiła po skoku Martina Höllwartha. Reprezentant Austrii uzyskał 107 metrów i wyprzedził Žontę o 1,7 punktu. Startujący po nim Kazuyoshi Funaki wylądował na odległość 115,5 m i dzięki wysokim notom sędziowskim został nowym liderem. Nad drugim Höllwarthem uzyskał przewagę 18,6 punktu. Funakiego na pozycji lidera zmienił piętnasty po pierwszej serii Christian Meyer. Odległość uzyskana przez Norwega to 118,5 metra. Trzy metry bliżej lądował Andreas Goldberger, który zajął po swoim skoku trzecią lokatę, za Meyerem i Funakim. Jedenasty po pierwszej serii Noriaki Kasai w finale uzyskał odległość 117,5 metra i został nowym liderem konkursu. Otwierający ostatnią dziesiątkę zawodników, Masahiko Harada uzyskał rezultat o 10,5 metra gorszy i sklasyfikowany został na piątej pozycji. Jako następny zaprezentował się Robert Mateja, który oddał najkrótszy skok całej serii (88,5 m) i spadł na dwudzieste miejsce.
Ósmy po pierwszej serii Janne Ahonen wylądował na 121 metrze i objął prowadzenie w zawodach. 11,5 metra bliżej od Ahonena poszybował Sven Hannawald, który tym samym zajął czwartą lokatę. Jeszcze słabiej od rodaka spisał się Dieter Thoma, który uzyskał 109 metrów i spadł na siódme miejsce ze stratą 21,1 punktu do Ahonena. Będący na piątej pozycji po pierwszym skoku, Hideharu Miyahira tym razem uzyskał 103 metry i zamykał czołową dziesiątkę rywalizacji. Dwa i pół metra bliżej od Miyahiry lądował Nicolas Dessum, który również stracił miejsce w czołowej dziesiątce konkursu. Trzeci po pierwszej serii Tommy Ingebrigtsen doleciał do 113,5 metra, w efekcie czego zajął drugie miejsce. Do prowadzącego Ahonena zabrakło Norwegowi 1,8 punktu. Na 110 metrze wylądował wicelider konkursu po pierwszej serii, Andreas Widhölzl. Reprezentant Austrii po swojej próbie zajął trzecią lokatę.
Zwycięzca pierwszej serii konkursowej, Stefan Horngacher skoczył 119,5 metra, co wystarczyło Austriakowi na odniesienie drugiego w karierze zwycięstwa w zawodach Pucharu Świata w skokach narciarskich. Swoją poprzednią wygraną Horngacher odniósł 24 lutego 1991 roku na mamuciej skoczni Kulm w Tauplitz/Bad Mitterndorf. Kolejne miejsca na podium przypadły odpowiednio Janne Ahonenowi i Tommy’emu Ingebrigtsenowi. Najlepszym reprezentantem Polski okazał się sklasyfikowany na dwudziestym siódmym miejscu Adam Małysz.
W konkursie wystartowało 50 zawodników z 11 państw.

### Kwalifikacje do drugiego konkursu indywidualnego (17.01.1999)

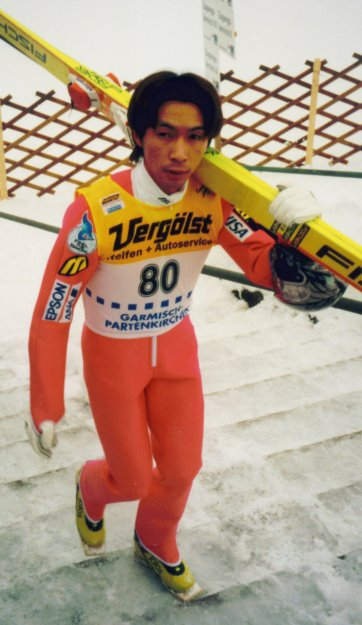
Hideharu Miyahira, piąty zawodnik drugiego konkursu w Zakopanem

Runda kwalifikacyjna do drugiego konkursu indywidualnego w Zakopanem zakończyła się triumfem Kazuyoshiego Funakiego. Ósmy zawodnik pierwszego konkursu tym razem uzyskał odległość 118,5 metra. Na drugim miejscu sklasyfikowany został Robert Mateja. Reprezentant Polski wylądował na 118 metrze i był najlepszym zawodnikiem z grona polskich skoczków walczących o udział w konkursie głównym. Trzecią pozycję zajął Stefan Horngacher. Zwycięzca sobotnich zawodów oddał o pół metra dłuższy skok od Matei, ale z powodu niższych not sędziowskich za styl, przegrał z Polakiem różnicą 3,8 punktu.
Do drugiego konkursu Pucharu Świata w Zakopanem awansowało sześciu z czternastu reprezentantów Polski. Szansę startu w zawodach na Wielkiej Krokwi oprócz Roberta Matei, otrzymali: Łukasz Kruczek (11. miejsce; 107 m), Adam Małysz (19.; 103,5 m), Wojciech Skupień (32.; 101,5 m), Andrzej Młynarczyk (36.; 98,5 m) i Krystian Długopolski (41.; 94,5 m).
Bardzo krótki skok w serii kwalifikacyjnej oddał Andreas Widhölzl (72 m), który zajął 66. lokatę. Swój awans do zawodów zapewnił sobie jedynie dzięki miejscu w czołowej piętnastce klasyfikacji generalnej Pucharu Świata.
W kwalifikacjach wystartowało 68 zawodników z 14 państw.

### Drugi konkurs indywidualny (17.01.1999)

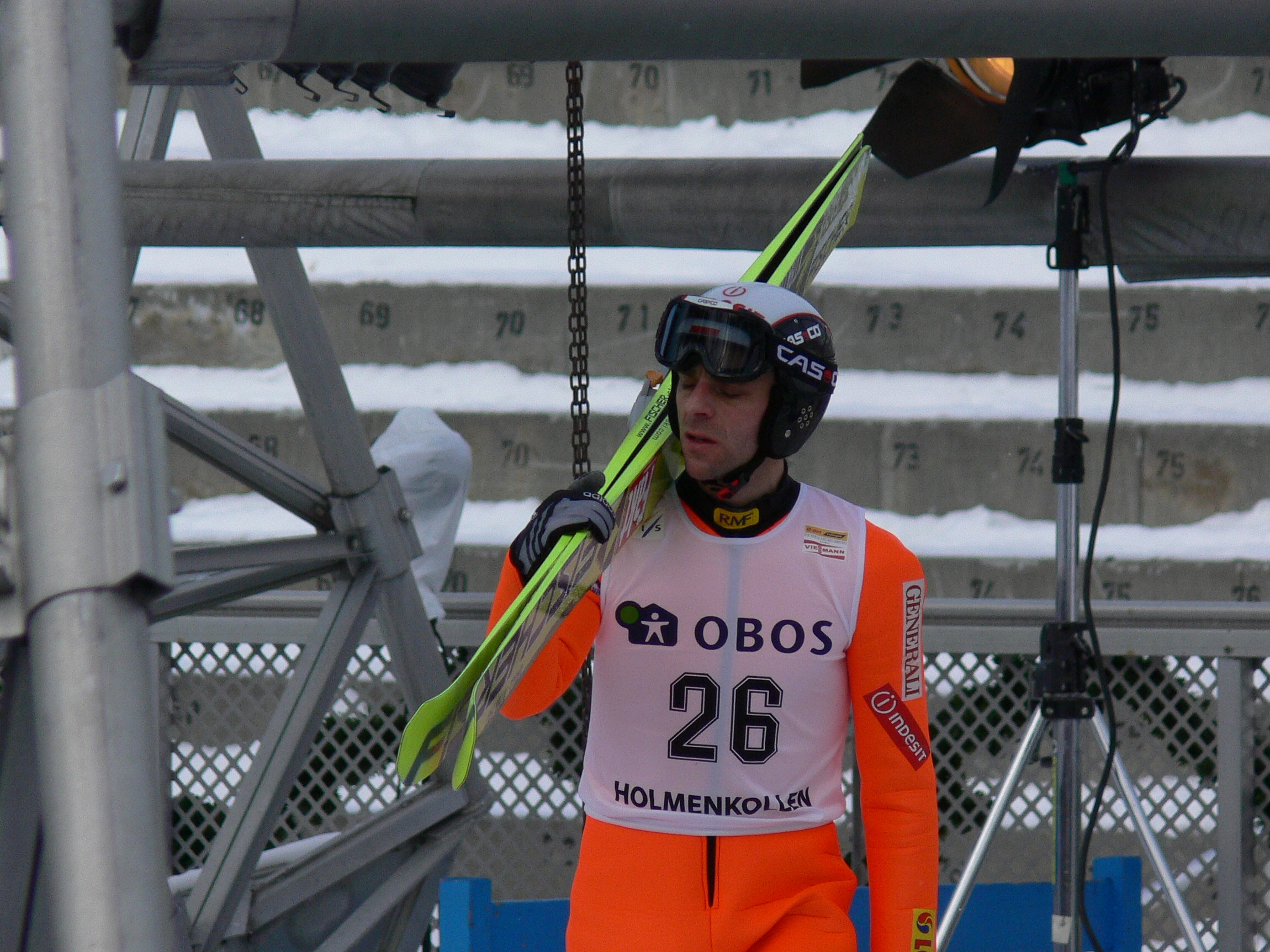
Robert Mateja, lider po pierwszej serii drugiego konkursu w Zakopanem

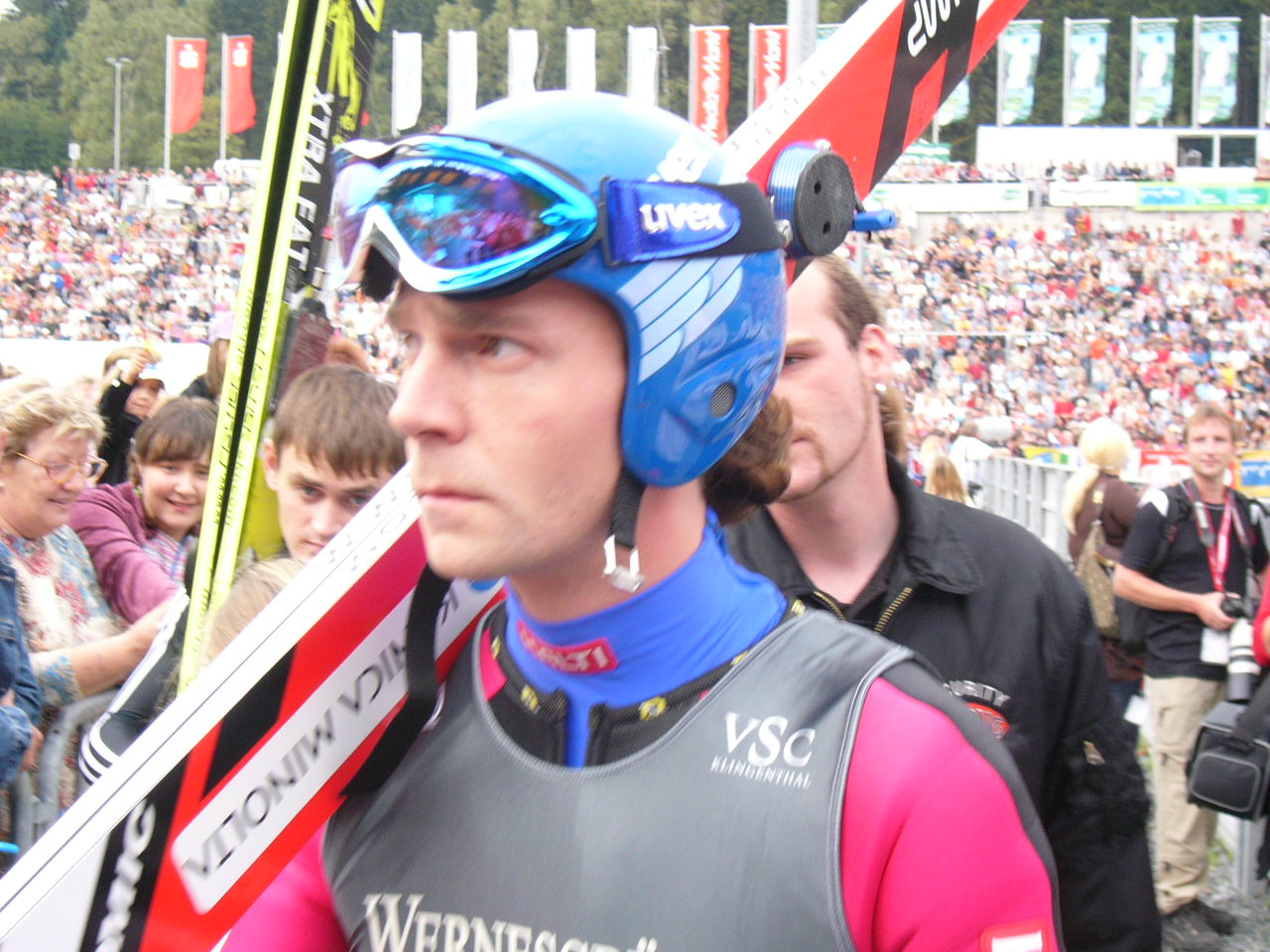
Janne Ahonen, triumfator drugiego konkursu w Zakopanem

Drugi konkurs indywidualny na Wielkiej Krokwi rozgrywany był przy słonecznej pogodzie. Zawody otworzył Krystian Długopolski, który skoczył 90,5 metra. Startujący po nim Andrzej Młynarczyk wylądował 2 metry dalej. Reprezentantów Polski pokonał 3. zawodnik konkursu, Martin Mesík, który uzyskał odległość 94 metrów. Rezultat reprezentanta Słowacji poprawił o 2,5 metra Rolando Kaligaro, który został liderem zawodów. Słoweniec był na prowadzeniu do skoku piątego w kolejności Łukasza Kruczka, który wylądował na 105,5 metrze. O metr dłuższą odległość uzyskał 6. zawodnik Marius Småriset i dzięki temu wyprzedził reprezentanta Polski. Startujący jako ósmy w kolejności Robert Mateja został nowym liderem konkursu, uzyskując 126 metrów. Reprezentantowi Polski w oddaniu próby pomógł czołowy wiatr, który następnie zmienił swój kierunek i utrudnił pozostałym zawodnikom oddawanie dalekich skoków.
Jako dwudziesty pierwszy na rozbiegu skoczni pojawił się Peter Žonta. Słoweniec wylądował na 113,5 metrze i sklasyfikowany został na drugim miejscu ze stratą 21,5 punktu do Matei. Z numerem 28. wystartował skoczek norweski, Christian Meyer, który uzyskał odległość 112 metrów i znalazł się na trzecim miejscu. Startujący jako trzydziesty zawodnik serii, Ronny Hornschuh uzyskał odległość 114,5 metra i przegrywał jedynie z liderującym Mateją. Reprezentanta Polski nie zdołał pokonać również Reinhard Schwarzenberger. Reprezentant Austrii skoczył 116 metrów i o 17 punktów przegrywał z prowadzącym w konkursie. Jego rodak Martin Höllwarth wylądował trzy metry bliżej i znalazł się na 4. miejscu. Skaczący z numerem 37. Dieter Thoma uzyskał w swojej próbie 117 metrów i przegrywał tylko z Mateją różnicą 15,5 punktu. Polaka nie zdołał wyprzedzić następny skoczek, Hideharu Miyahira (116,5 m). Dziewięć i pół metra bliżej od Miyahiry lądował Andreas Goldberger. Skaczący po Austriaku Masahiko Harada oddał skok na 111 metr. Skoku na odległość 113 metrów nie zdołał ustać Morten Ågheim. Reprezentant Norwegii tym samym stracił szansę awansu do finałowej serii.
Prowadzącego Roberta Matei nie zdołali wyprzedzić kolejni zawodnicy – Sven Hannawald (118 m), Stefan Horngacher (121 m), Andreas Widhölzl (110,5 m) i Noriaki Kasai (110 m). Startujący jako przedostatni zawodnik serii, Kazuyoshi Funaki poszybował na odległość 119 metrów. Reprezentant Japonii otrzymał za swój skok od wszystkich sędziów najwyższą notę 20 punktów. Funaki został sklasyfikowany na drugim miejscu ze stratą 5,1 punktu do Matei. Lider Pucharu Świata Janne Ahonen uzyskał w swojej próbie odległość 119 metrów i uplasował się na trzeciej pozycji ze stratą 6,6 punktu do lidera. Na półmetku zawodów prowadził zatem Robert Mateja, przed Kazuyoshim Funakim i Janne Ahonenem.
Drugą serię rozpoczął zajmujący 30. lokatę po pierwszej serii Lasse Ottesen. Norweg uzyskał 108 metrów, co pozwoliło mu na prowadzenie w konkursie do skoku 24. po pierwszej rundzie Henninga Stensruda. Rodak Ottesena skoczył pół metra dalej i wyprzedził go o 4,8 punktu. Zmianę lidera przyniósł skok w wykonaniu Nicolasa Dessuma. Skok na odległość 118 metrów pozwolił Francuzowi prowadzić w konkursie do momentu próby Tommy’ego Ingebrigtsena. Reprezentant Norwegii wylądował na 117,5 metrze i okazał się lepszy od Dessuma o 4 punkty. Ingebrigtsen utracił prowadzenie po skoku kolejnego zawodnika, Andreasa Widhölzla, który uzyskał odległość 124 metrów. Piętnasty po pierwszej serii, Masahiko Harada wylądował na 111 metrze i sklasyfikowany został na piątym miejscu. Skaczący po nim Wolfgang Loitzl uzyskał w drugiej próbie odległość 112,5 metra i o 12,3 punktu przegrał z Widhölzlem. Dwunasty po pierwszej serii Peter Žonta uzyskał 112 metrów i znalazł się tuż za Loitzlem.
Ostatnią dziesiątkę zawodników w drugiej serii rozpoczął Martin Höllwarth, który po skoku na odległość 109,5 metra sklasyfikowany został na ósmej pozycji. Półtora metra bliżej skoczył Ronny Hornschuh, który przegrał z Widhölzlem różnicą 21,1 punktu. Ósmy skoczek pierwszej serii, Reinhard Schwarzenberger uzyskał odległość 99 metrów i stracił miejsce w czołowej dziesiątce konkursu. Swoją finałową próbę zepsuł również Dieter Thoma, który po próbie na 108,5 metra spadł na dwunastą pozycję. Na drugą lokatę awansował natomiast Hideharu Miyahira, który w drugiej serii oddał wysoko oceniony skok na 110 metr. Półtora metra bliżej lądował Sven Hannawald, który po swoim skoku zajmował piątą pozycję, za Widhölzlem, Miyahirą, Ingebrigtsenem i Loitzlem. Czwarty po pierwszej serii Stefan Horngacher uzyskał w finałowej rundzie 116,5 metra i objął prowadzenie w konkursie, wyprzedzając Widhölzla o 1,9 punktu.
Następnie na belce startowej zasiadł Janne Ahonen. Lider Pucharu Świata oddał najdłuższy skok zawodów na odległość 128,5 metra i został nowym liderem zawodów. Ahonen skorzystał z dobrych warunków atmosferycznych, ponieważ przed jego skokiem wiatr zmienił kierunek i zaczął wiać pod narty. Drugi zawodnik po pierwszej serii, Kazuyoshi Funaki skoczył 7,5 metra bliżej od Ahonena i sklasyfikowany został na drugiej pozycji ze stratą 4,6 punktu do Fina. Kiedy na starcie pozostał ostatni ze skoczków, Robert Mateja, wiatr ponownie zaczął wiać z niekorzystnej dla skoczków, tylnej strony. Reprezentant Polski zepsuł swoją finałową próbę. Jego skok na odległość 99 metrów był najsłabiej ocenioną próbą w drugiej serii. Wystarczyło to Matei na zajęcie 16. miejsca w konkursie.
Tym samym zwycięstwo odniósł Janne Ahonen. Dla zwycięzcy Turnieju Czterech Skoczni był to dziesiąty triumf w karierze, a piąty w sezonie, w zawodach Pucharu Świata. Tuż za Ahonenem sklasyfikowani zostali Kazuyoshi Funaki i Stefan Horngacher.
W konkursie wystartowało 50 zawodników z 11 państw.

## Upadki
W trakcie drugiego konkursu indywidualnego na Wielkiej Krokwi doszło do jednego upadku. Swojego skoku na 113 metrów nie ustał Morten Ågheim.

## Kontrowersje
W trakcie drugiego konkursu indywidualnego doszło do kradzieży w Hotelu Zakopane, w którym stacjonowały wszystkie reprezentacje narodowe w skokach narciarskich. Złodzieje włamali się do pokoju hotelowego Wolfganga Loitzla i Reinharda Schwarzenbergera. W efekcie zawodnikom skradziono dokumenty, telefony komórkowe i gotówkę w wysokości około tysiąca USD.

## Klasyfikacja Pucharu Świata po konkursach w Zakopanem
W Pucharze Świata po konkursach w Zakopanem nastąpiło kilka zmian w klasyfikacji czołowych zawodników. Na szóstą pozycję awansował Stefan Horngacher, wyprzedzając Svena Hannawalda i Mortena Ågheima. Z dziesiątej na dziewiątą lokatę przesunął się Hideharu Miyahira, wyprzedzając Masahiko Haradę. Kosztem Andreasa Goldbergera z dwunastego i trzynastego na jedenaste miejsce ex aequo awansowali Kazuya Yoshioka i Wolfgang Loitzl. W czołowej piętnastce klasyfikacji generalnej Pucharu Świata nastąpiła jedna tylko zmiana: piętnastego, przed konkursami w Zakopanem, Dietera Thomę zastąpił na tej pozycji Tommy Ingebrigtsen.
W klasyfikacji generalnej Pucharu Narodów na pierwszej pozycji pozostała Japonia. Austria awansowała na drugą lokatę kosztem Niemiec, które spadły na trzecie miejsce.
Pierwsze punkty do klasyfikacji Pucharu Świata w sezonie zdobyli trzej reprezentanci Polski. Na 45. miejscu sklasyfikowany został Robert Mateja, na 50. Adam Małysz, zaś na 59. Łukasz Kruczek. Wojciech Skupień spadł w klasyfikacji z 49. na 51. pozycję. W klasyfikacji Pucharu Narodów reprezentacja Polski awansowała na dwunastą pozycję.
| Klasyfikacja PŚ po konkursach w Zakopanem | Klasyfikacja PŚ po konkursach w Zakopanem | Klasyfikacja PŚ po konkursach w Zakopanem | Klasyfikacja PŚ po konkursach w Zakopanem | Klasyfikacja PŚ po konkursach w Zakopanem |
| Miejsce                                   | Zawodnik                                  | Państwo                                   | Punkty                                    | Strata do lidera                          |
| ----------------------------------------- | ----------------------------------------- | ----------------------------------------- | ----------------------------------------- | ----------------------------------------- |
| 1.                                        | Janne Ahonen                              | Finlandia                                 | 1223                                      | –                                         |
| 2.                                        | Martin Schmitt                            | Niemcy                                    | 878                                       | 345                                       |
| 3.                                        | Kazuyoshi Funaki                          | Japonia                                   | 873                                       | 350                                       |
| 4.                                        | Noriaki Kasai                             | Japonia                                   | 771                                       | 452                                       |
| 5.                                        | Andreas Widhölzl                          | Austria                                   | 644                                       | 579                                       |
| 6.                                        | Stefan Horngacher                         | Austria                                   | 520                                       | 703                                       |
| 7.                                        | Sven Hannawald                            | Niemcy                                    | 449                                       | 774                                       |
| 8.                                        | Morten Ågheim                             | Norwegia                                  | 384                                       | 839                                       |
| 9.                                        | Hideharu Miyahira                         | Japonia                                   | 370                                       | 853                                       |
| 10.                                       | Masahiko Harada                           | Japonia                                   | 361                                       | 862                                       |
| 11.                                       | Kazuya Yoshioka                           | Japonia                                   | 335                                       | 888                                       |
| 11.                                       | Wolfgang Loitzl                           | Austria                                   | 335                                       | 888                                       |
| 13.                                       | Andreas Goldberger                        | Austria                                   | 330                                       | 893                                       |
| 14.                                       | Nicolas Dessum                            | Francja                                   | 309                                       | 914                                       |
| 15.                                       | Tommy Ingebrigtsen                        | Norwegia                                  | 291                                       | 932                                       |
| 16.                                       | Dieter Thoma                              | Niemcy                                    | 279                                       | 944                                       |
| 17.                                       | Martin Höllwarth                          | Austria                                   | 254                                       | 969                                       |
| 18.                                       | Kristian Brenden                          | Norwegia                                  | 224                                       | 999                                       |
| 19.                                       | Lasse Ottesen                             | Norwegia                                  | 223                                       | 1000                                      |
| 20.                                       | Hiroya Saitō                              | Japonia                                   | 214                                       | 1009                                      |
| 21.                                       | Ronny Hornschuh                           | Niemcy                                    | 197                                       | 1026                                      |
| 22.                                       | Reinhard Schwarzenberger                  | Austria                                   | 191                                       | 1032                                      |
| 23.                                       | Jakub Sucháček                            | Czechy                                    | 152                                       | 1071                                      |
| 24.                                       | Christian Meyer                           | Norwegia                                  | 149                                       | 1074                                      |
| 25.                                       | Mika Laitinen                             | Finlandia                                 | 129                                       | 1094                                      |
| 26.                                       | Hansjörg Jäkle                            | Niemcy                                    | 119                                       | 1104                                      |
| 27.                                       | Primož Peterka                            | Słowenia                                  | 112                                       | 1111                                      |
| 28.                                       | Alexander Herr                            | Niemcy                                    | 96                                        | 1127                                      |
| 29.                                       | Christof Duffner                          | Niemcy                                    | 95                                        | 1128                                      |
| 30.                                       | Peter Žonta                               | Słowenia                                  | 90                                        | 1133                                      |
| 31.                                       | Olav Magne Dønnem                         | Norwegia                                  | 79                                        | 1144                                      |
| 32.                                       | Jani Soininen                             | Finlandia                                 | 77                                        | 1146                                      |
| 33.                                       | Takanobu Okabe                            | Japonia                                   | 73                                        | 1150                                      |
| 34.                                       | Bruno Reuteler                            | Szwajcaria                                | 68                                        | 1155                                      |
| 35.                                       | Gerd Siegmund                             | Niemcy                                    | 55                                        | 1168                                      |
| 36.                                       | Roar Ljøkelsøy                            | Norwegia                                  | 54                                        | 1169                                      |
| 37.                                       | Roberto Cecon                             | Włochy                                    | 52                                        | 1171                                      |
| 37.                                       | Sylvain Freiholz                          | Szwajcaria                                | 52                                        | 1171                                      |
| 39.                                       | Henning Stensrud                          | Norwegia                                  | 50                                        | 1173                                      |
| 40.                                       | Michal Doležal                            | Czechy                                    | 46                                        | 1177                                      |
| 41.                                       | Jakub Janda                               | Czechy                                    | 39                                        | 1184                                      |
| 41.                                       | Marco Steinauer                           | Szwajcaria                                | 39                                        | 1184                                      |
| 43.                                       | Walerij Kobielew                          | Rosja                                     | 25                                        | 1198                                      |
| 44.                                       | Artur Chamidulin                          | Rosja                                     | 23                                        | 1200                                      |
| 45.                                       | Damjan Fras                               | Słowenia                                  | 18                                        | 1205                                      |
| 45.                                       | Robert Mateja                             | Polska                                    | 18                                        | 1205                                      |
| 47.                                       | Lucas Chevalier-Girod                     | Francja                                   | 17                                        | 1206                                      |
| 48.                                       | Kristoffer Jåfs                           | Szwecja                                   | 13                                        | 1210                                      |
| 48.                                       | Jakub Hlava                               | Czechy                                    | 12                                        | 1210                                      |
| 50.                                       | Adam Małysz                               | Polska                                    | 12                                        | 1211                                      |
| 51.                                       | Wojciech Skupień                          | Polska                                    | 10                                        | 1213                                      |
| 52.                                       | Kjell Erik Sagbakken                      | Norwegia                                  | 9                                         | 1214                                      |
| 52.                                       | Blaž Vrhovnik                             | Słowenia                                  | 9                                         | 1214                                      |
| 54.                                       | Jaroslav Sakala                           | Czechy                                    | 8                                         | 1215                                      |
| 54.                                       | Risto Jussilainen                         | Finlandia                                 | 8                                         | 1215                                      |
| 54.                                       | Primož Urh-Zupan                          | Słowenia                                  | 8                                         | 1215                                      |
| 54.                                       | Tom Aage Aarnes                           | Norwegia                                  | 8                                         | 1215                                      |
| 58.                                       | Alan Alborn                               | Stany Zjednoczone                         | 7                                         | 1216                                      |
| 59.                                       | Jon Petter Sandaker                       | Norwegia                                  | 6                                         | 1217                                      |
| 59.                                       | Łukasz Kruczek                            | Polska                                    | 6                                         | 1217                                      |
| 61.                                       | Bine Norčič                               | Słowenia                                  | 5                                         | 1218                                      |
| 61.                                       | Marius Småriset                           | Norwegia                                  | 5                                         | 1218                                      |
| 63.                                       | Falko Krismayr                            | Austria                                   | 4                                         | 1219                                      |
| 63.                                       | Janne Väätäinen                           | Finlandia                                 | 4                                         | 1219                                      |
| 63.                                       | Rico Parpan                               | Słowenia                                  | 4                                         | 1219                                      |
| 66.                                       | Milan Živič                               | Słowenia                                  | 3                                         | 1220                                      |
| 66.                                       | Jussi Hautamäki                           | Finlandia                                 | 3                                         | 1220                                      |
| 68.                                       | Roland Audenrieth                         | Niemcy                                    | 2                                         | 1221                                      |
| 68.                                       | Martin Koch                               | Austria                                   | 2                                         | 1221                                      |
| 70.                                       | Robert Křenek                             | Czechy                                    | 1                                         | 1222                                      |
| 70.                                       | Choi Yong-jik                             | Korea Południowa                          | 1                                         | 1222                                      |
| 70.                                       | Matti Hautamäki                           | Finlandia                                 | 1                                         | 1222                                      |
| 70.                                       | Stanisław Filimonow                       | Kazachstan                                | 1                                         | 1222                                      |
| 70.                                       | Andreas Küttel                            | Szwajcaria                                | 1                                         | 1222                                      |
| 70.                                       | Lauri Hakola                              | Finlandia                                 | 1                                         | 1222                                      |

## Medaliści

### Pierwszy konkurs indywidualny (16.01.1999)
| Medal | Imię i nazwisko    | Skok 1            | Skok 2            | Noty za styl A • B • C • D • E                                    | Nota łączna | Strata  |
| ----- | ------------------ | ----------------- | ----------------- | ----------------------------------------------------------------- | ----------- | ------- |
|       | Stefan Horngacher  | 118,5 m 116,0 pkt | 119,5 m 117,3 pkt | 17,0 • 17,0 • 17,5 • 17,0 • 17,5 17,0 • 17,0 • 17,0 • 16,5 • 17,0 | 233,3 pkt   | -       |
|       | Janne Ahonen       | 108,5 m 103,5 pkt | 121,0 m 124,0 pkt | 19,0 • 19,0 • 19,0 • 19,0 • 19,5 18,0 • 19,0 • 18,5 • 18,5 • 18,0 | 227,5 pkt   | 5,8 pkt |
|       | Tommy Ingebrigtsen | 115,0 m 113,7 pkt | 113,5 m 112,0 pkt | 18,0 • 19,0 • 18,5 • 18,5 • 18,5 19,0 • 19,0 • 19,0 • 18,5 • 18,5 | 225,7 pkt   | 7,6 pkt |

### Drugi konkurs indywidualny (17.01.1999)
| Medal | Imię i nazwisko   | Skok 1            | Skok 2            | Noty za styl A • B • C • D • E                                    | Nota łączna | Strata   |
| ----- | ----------------- | ----------------- | ----------------- | ----------------------------------------------------------------- | ----------- | -------- |
|       | Janne Ahonen      | 119,0 m 123,9 pkt | 128,5 m 134,5 pkt | 20,0 • 19,5 • 19,0 • 19,5 • 19,5 17,5 • 17,0 • 16,5 • 17,5 • 17,5 | 258,4 pkt   | -        |
|       | Kazuyoshi Funaki  | 119,0 m 125,4 pkt | 121,5 m 128,4 pkt | 20,0 • 20,0 • 20,0 • 20,0 • 20,0 19,5 • 19,0 • 19,5 • 19,5 • 19,5 | 253,8 pkt   | 4,6 pkt  |
|       | Stefan Horngacher | 121,0 m 120,0 pkt | 116,5 m 112,9 pkt | 17,0 • 17,5 • 17,0 • 17,0 • 17,0 18,0 • 17,0 • 16,5 • 17,5 • 17,5 | 232,9 pkt   | 25,5 pkt |

## Wyniki

### Kwalifikacje do pierwszego konkursu indywidualnego (16.01.1999)
| Miejsce | Skoczek                  | Kraj       | Skok  | Wynik punktowy | Kwalifikacja |
| ------- | ------------------------ | ---------- | ----- | -------------- | ------------ |
| 1.      | Janne Ahonen             | Finlandia  | 119,5 | 119,3          | pq           |
| 2.      | Kazuyoshi Funaki         | Japonia    | 116,0 | 118,5          | pq           |
| 3.      | Dieter Thoma             | Niemcy     | 118,0 | 115,1          | pq           |
| 4.      | Nicolas Dessum           | Francja    | 115,5 | 113,1          | pq           |
| 5.      | Masahiko Harada          | Japonia    | 114,0 | 112,9          | pq           |
| 6.      | Kazuya Yoshioka          | Japonia    | 111,5 | 107,9          | pq           |
| 7.      | Hiroya Saitō             | Japonia    | 111,0 | 106,5          | Q            |
| 8.      | Andreas Widhölzl         | Austria    | 114,0 | 106,4          | pq           |
| 9.      | Jakub Sucháček           | Czechy     | 112,0 | 104,8          | Q            |
| 10.     | Stefan Horngacher        | Austria    | 112,5 | 103,2          | pq           |
| 11.     | Primož Peterka           | Słowenia   | 109,5 | 101,8          | Q            |
| 12.     | Hansjörg Jäkle           | Niemcy     | 108,5 | 101,5          | Q            |
| 13.     | Wolfgang Loitzl          | Austria    | 108,0 | 100,6          | pq           |
| 13.     | Jani Soininen            | Finlandia  | 108,0 | 100,6          | Q            |
| 15.     | Adam Małysz              | Polska     | 108,0 | 100,1          | Q            |
| 16.     | Robert Mateja            | Polska     | 108,5 | 99,5           | Q            |
| 17.     | Takanobu Okabe           | Japonia    | 107,0 | 98,8           | Q            |
| 18.     | Martin Koch              | Austria    | 108,0 | 98,6           | Q            |
| 19.     | Tommy Ingebrigtsen       | Norwegia   | 107,0 | 97,8           | Q            |
| 20.     | Primož Urh-Zupan         | Słowenia   | 106,0 | 94,5           | Q            |
| 21.     | Peter Žonta              | Słowenia   | 107,0 | 94,3           | Q            |
| 22.     | Hideharu Miyahira        | Japonia    | 105,0 | 91,2           | pq           |
| 23.     | Morten Ågheim            | Norwegia   | 103,0 | 91,1           | pq           |
| 24.     | Kristian Brenden         | Norwegia   | 105,5 | 90,6           | Q            |
| 25.     | Michal Doležal           | Czechy     | 103,5 | 90,0           | Q            |
| 26.     | Alexander Herr           | Niemcy     | 103,0 | 89,6           | Q            |
| 26.     | Lasse Ottesen            | Norwegia   | 103,0 | 89,6           | Q            |
| 26.     | Martin Höllwarth         | Austria    | 103,0 | 89,6           | Q            |
| 29.     | Gerd Siegmund            | Niemcy     | 100,5 | 85,1           | Q            |
| 30.     | Wojciech Skupień         | Polska     | 100,5 | 84,6           | Q            |
| 31.     | Rolando Kaligaro         | Słowenia   | 99,5  | 84,3           | Q            |
| 32.     | Christof Duffner         | Niemcy     | 100,5 | 84,1           | Q            |
| 33.     | Mika Laitinen            | Finlandia  | 101,5 | 83,9           | Q            |
| 34.     | Henning Stensrud         | Norwegia   | 100,5 | 83,1           | Q            |
| 35.     | Reinhard Schwarzenberger | Austria    | 99,5  | 82,3           | Q            |
| 36.     | Lucas Chevalier-Girod    | Francja    | 100,0 | 82,2           | Q            |
| 37.     | Christian Meyer          | Norwegia   | 98,0  | 80,6           | Q            |
| 38.     | Iwan Kozłow              | Ukraina    | 98,0  | 79,6           | Q            |
| 39.     | Jakub Janda              | Czechy     | 97,0  | 79,3           | Q            |
| 40.     | Łukasz Kruczek           | Polska     | 97,5  | 79,2           | Q            |
| 41.     | Ronny Hornschuh          | Niemcy     | 96,0  | 75,0           | Q            |
| 42.     | Janne Väätäinen          | Finlandia  | 94,0  | 72,9           | Q            |
| 43.     | Noriaki Kasai            | Japonia    | 96,0  | 72,0           | pq           |
| 44.     | Martin Mesík             | Słowacja   | 94,0  | 71,9           | Q            |
| 45.     | Andrzej Młynarczyk       | Polska     | 93,5  | 71,5           | Q            |
| 46.     | Michal Pšenko            | Słowacja   | 91,5  | 68,4           | Q            |
| 47.     | Marián Bielčík           | Słowacja   | 91,5  | 66,9           | Q            |
| 48.     | Marek Gwóźdź             | Polska     | 93,5  | 66,0           | Q            |
| 49.     | Kristoffer Jåfs          | Szwecja    | 92,0  | 64,3           | nq           |
| 50.     | Dušan Oršula             | Słowacja   | 90,5  | 63,6           | nq           |
| 51.     | Jurij Mikitinec          | Ukraina    | 89,5  | 61,8           | nq           |
| 52.     | Risto Jussilainen        | Finlandia  | 87,0  | 57,8           | nq           |
| 53.     | Damjan Fras              | Słowenia   | 86,5  | 52,9           | nq           |
| 54.     | Bartłomiej Nikiel        | Polska     | 83,0  | 51,1           | nq           |
| 55.     | Mirosław Białobrzeski    | Polska     | 82,5  | 45,2           | nq           |
| 56.     | Krystian Długopolski     | Polska     | 83,0  | 44,6           | nq           |
| 57.     | Rafał Kuchta             | Polska     | 82,0  | 43,8           | nq           |
| 58.     | Jakub Krysta             | Polska     | 81,0  | 42,5           | nq           |
| 59.     | Wojciech Babiarz         | Polska     | 80,5  | 40,6           | nq           |
| 60.     | Kajrat Bijekenow         | Kazachstan | 80,0  | 39,2           | nq           |
| 61.     | Jurij Rulew              | Kazachstan | 75,5  | 37,1           | nq           |
| 62.     | Alaksandr Dziadziula     | Białoruś   | 77,0  | 34,8           | nq           |
| 63.     | Piotr Warwaruk           | Ukraina    | 73,5  | 28,5           | nq           |
| 64.     | Andreas Goldberger       | Austria    | 69,0  | 16,4           | pq           |
| 65.     | Wojciech Tajner          | Polska     | 64,5  | 6,3            | nq           |
| 66.     | Marius Småriset          | Norwegia   | 64,5  | 4,8            | nq           |
| 67.     | Sven Hannawald           | Niemcy     | 61,5  | 2,9            | pq           |
| 68.     | Krzysztof Mroczkowski    | Polska     | 59,0  | 0,0            | nq           |

Legenda:
pq – zawodnik miał zapewnioną kwalifikację dzięki pozycji w pierwszej „15” klasyfikacji Pucharu Świata
Q – zawodnik zakwalifikował się do konkursu głównego
nq – zawodnik odpadł w kwalifikacjach

### Pierwszy konkurs indywidualny (16.01.1999)
| Miejsce | Zawodnik                 | Państwo   | Skok 1 | Skok 2 | Punkty |
| ------- | ------------------------ | --------- | ------ | ------ | ------ |
| 1.      | Stefan Horngacher        | Austria   | 118,5  | 119,5  | 233,3  |
| 2.      | Janne Ahonen             | Finlandia | 108,5  | 121,0  | 227,5  |
| 3.      | Tommy Ingebrigtsen       | Norwegia  | 115,0  | 113,5  | 225,7  |
| 4.      | Andreas Widhölzl         | Austria   | 115,0  | 110,0  | 219,4  |
| 5.      | Noriaki Kasai            | Japonia   | 107,0  | 117,5  | 216,5  |
| 6.      | Christian Meyer          | Norwegia  | 103,0  | 118,5  | 213,6  |
| 7.      | Sven Hannawald           | Niemcy    | 109,5  | 109,5  | 208,1  |
| 8.      | Kazuyoshi Funaki         | Japonia   | 101,5  | 115,5  | 208,0  |
| 9.      | Andreas Goldberger       | Austria   | 103,0  | 115,5  | 207,2  |
| 10.     | Dieter Thoma             | Niemcy    | 111,0  | 109,0  | 206,4  |
| 11.     | Masahiko Harada          | Japonia   | 107,5  | 107,0  | 200,0  |
| 12.     | Kazuya Yoshioka          | Japonia   | 106,0  | 108,0  | 198,6  |
| 13.     | Hideharu Miyahira        | Japonia   | 110,0  | 103,0  | 196,3  |
| 14.     | Nicolas Dessum           | Francja   | 111,5  | 100,5  | 193,0  |
| 15.     | Martin Höllwarth         | Austria   | 103,0  | 107,0  | 189,4  |
| 16.     | Peter Žonta              | Słowenia  | 100,5  | 108,0  | 187,7  |
| 17.     | Alexander Herr           | Niemcy    | 101,0  | 106,5  | 183,9  |
| 18.     | Henning Stensrud         | Norwegia  | 100,0  | 107,0  | 182,0  |
| 19.     | Reinhard Schwarzenberger | Austria   | 100,0  | 105,0  | 179,4  |
| 20.     | Hiroya Saitō             | Japonia   | 100,0  | 103,0  | 178,8  |
| 21.     | Morten Ågheim            | Norwegia  | 106,5  | 100,5  | 178,0  |
| 22.     | Lasse Ottesen            | Norwegia  | 97,5   | 107,0  | 177,0  |
| 23.     | Primož Urh-Zupan         | Słowenia  | 100,5  | 99,5   | 167,4  |
| 24.     | Mika Laitinen            | Finlandia | 98,0   | 100,0  | 166,8  |
| 25.     | Hansjörg Jäkle           | Niemcy    | 98,5   | 100,0  | 164,7  |
| 26.     | Wolfgang Loitzl          | Austria   | 103,5  | 94,0   | 160,9  |
| 27.     | Adam Małysz              | Polska    | 103,0  | 91,5   | 160,0  |
| 28.     | Robert Mateja            | Polska    | 108,0  | 85,5   | 156,2  |
| 29.     | Martin Koch              | Austria   | 101,5  | 91,0   | 155,4  |
| 30.     | Primož Peterka           | Słowenia  | 97,0   | 92,0   | 143,6  |
| 31.     | Takanobu Okabe           | Japonia   | 96,5   | -      | 78,9   |
| 32.     | Andrzej Młynarczyk       | Polska    | 94,5   | -      | 75,3   |
| 33.     | Rolando Kaligaro         | Słowenia  | 95,0   | -      | 75,2   |
| 34.     | Jakub Sucháček           | Czechy    | 95,5   | -      | 75,1   |
| 35.     | Gerd Siegmund            | Niemcy    | 94,5   | -      | 74,8   |
| 36.     | Wojciech Skupień         | Polska    | 95,0   | -      | 74,7   |
| 37.     | Łukasz Kruczek           | Polska    | 94,5   | -      | 73,8   |
| 38.     | Kristian Brenden         | Norwegia  | 96,0   | -      | 73,0   |
| 39.     | Christof Duffner         | Niemcy    | 94,5   | -      | 72,3   |
| 40.     | Janne Väätäinen          | Finlandia | 90,0   | -      | 64,7   |
| 40.     | Lucas Chevalier-Girod    | Francja   | 90,0   | -      | 64,7   |
| 42.     | Iwan Kozłow              | Ukraina   | 89,5   | -      | 63,8   |
| 43.     | Ronny Hornschuh          | Niemcy    | 89,5   | -      | 63,3   |
| 44.     | Michal Pšenko            | Słowacja  | 89,0   | -      | 62,9   |
| 45.     | Jani Soininen            | Finlandia | 89,0   | -      | 61,9   |
| 46.     | Martin Mesík             | Słowacja  | 89,0   | -      | 61,4   |
| 47.     | Michal Doležal           | Czechy    | 88,5   | -      | 61,0   |
| 48.     | Marek Gwóźdź             | Polska    | 88,0   | -      | 60,6   |
| 49.     | Marián Bielčík           | Słowacja  | 87,5   | -      | 59,7   |
| 49.     | Jakub Janda              | Czechy    | 87,5   | -      | 59,7   |

### Kwalifikacje do drugiego konkursu indywidualnego (17.01.1999)
| Miejsce | Skoczek                  | Kraj       | Skok  | Wynik punktowy | Kwalifikacja |
| ------- | ------------------------ | ---------- | ----- | -------------- | ------------ |
| 1.      | Kazuyoshi Funaki         | Japonia    | 118,5 | 124,5          | pq           |
| 2.      | Robert Mateja            | Polska     | 118,0 | 118,6          | Q            |
| 3.      | Stefan Horngacher        | Austria    | 118,5 | 115,0          | pq           |
| 4.      | Sven Hannawald           | Niemcy     | 117,5 | 114,7          | pq           |
| 5.      | Nicolas Dessum           | Francja    | 115,0 | 111,7          | pq           |
| 6.      | Kazuya Yoshioka          | Japonia    | 115,0 | 109,2          | pq           |
| 7.      | Jakub Sucháček           | Czechy     | 113,0 | 107,6          | Q            |
| 8.      | Damjan Fras              | Słowenia   | 114,0 | 105,4          | Q            |
| 9.      | Janne Ahonen             | Finlandia  | 112,0 | 105,3          | pq           |
| 10.     | Peter Žonta              | Słowenia   | 112,0 | 102,8          | Q            |
| 11.     | Łukasz Kruczek           | Polska     | 107,0 | 98,8           | Q            |
| 12.     | Jani Soininen            | Finlandia  | 106,5 | 97,4           | Q            |
| 12.     | Tommy Ingebrigtsen       | Norwegia   | 109,0 | 97,4           | Q            |
| 14.     | Masahiko Harada          | Japonia    | 106,5 | 93,9           | pq           |
| 15.     | Dieter Thoma             | Niemcy     | 107,0 | 93,8           | pq           |
| 16.     | Reinhard Schwarzenberger | Austria    | 106,5 | 93,4           | Q            |
| 17.     | Martin Höllwarth         | Austria    | 104,5 | 93,3           | Q            |
| 18.     | Andreas Goldberger       | Austria    | 105,0 | 92,7           | pq           |
| 19.     | Adam Małysz              | Polska     | 103,5 | 92,5           | Q            |
| 20.     | Lucas Chevalier-Girod    | Francja    | 104,5 | 91,8           | Q            |
| 21.     | Wolfgang Loitzl          | Austria    | 103,0 | 91,6           | pq           |
| 22.     | Noriaki Kasai            | Japonia    | 106,0 | 91,5           | pq           |
| 23.     | Kristian Brenden         | Norwegia   | 105,5 | 90,6           | Q            |
| 24.     | Primož Urh-Zupan         | Słowenia   | 103,5 | 90,5           | Q            |
| 25.     | Takanobu Okabe           | Japonia    | 102,0 | 88,8           | Q            |
| 26.     | Lasse Ottesen            | Norwegia   | 102,0 | 84,8           | Q            |
| 27.     | Henning Stensrud         | Norwegia   | 100,5 | 84,6           | Q            |
| 28.     | Kristoffer Jåfs          | Szwecja    | 102,0 | 83,8           | Q            |
| 29.     | Hansjörg Jäkle           | Niemcy     | 100,0 | 83,7           | Q            |
| 30.     | Hiroya Saitō             | Japonia    | 99,0  | 83,4           | Q            |
| 31.     | Alexander Herr           | Niemcy     | 99,0  | 81,9           | Q            |
| 32.     | Wojciech Skupień         | Polska     | 101,5 | 81,4           | Q            |
| 33.     | Christof Duffner         | Niemcy     | 98,5  | 80,5           | Q            |
| 34.     | Hideharu Miyahira        | Japonia    | 99,0  | 80,4           | pq           |
| 35.     | Morten Ågheim            | Norwegia   | 99,0  | 78,9           | pq           |
| 36.     | Andrzej Młynarczyk       | Polska     | 98,5  | 78,0           | Q            |
| 36.     | Mika Laitinen            | Finlandia  | 98,5  | 78,0           | Q            |
| 38.     | Gerd Siegmund            | Niemcy     | 95,5  | 76,1           | Q            |
| 39.     | Michal Doležal           | Czechy     | 95,0  | 75,2           | Q            |
| 40.     | Martin Koch              | Austria    | 96,5  | 74,9           | Q            |
| 41.     | Krystian Długopolski     | Polska     | 94,5  | 73,8           | Q            |
| 42.     | Christian Meyer          | Norwegia   | 95,5  | 72,6           | Q            |
| 43.     | Rolando Kaligaro         | Słowenia   | 92,5  | 71,7           | Q            |
| 44.     | Marius Småriset          | Norwegia   | 94,0  | 71,4           | Q            |
| 45.     | Jakub Janda              | Czechy     | 92,0  | 70,8           | Q            |
| 46.     | Ronny Hornschuh          | Niemcy     | 92,5  | 69,2           | Q            |
| 47.     | Martin Mesík             | Słowacja   | 93,0  | 67,6           | Q            |
| 48.     | Risto Jussilainen        | Finlandia  | 91,0  | 67,5           | Q            |
| 49.     | Janne Väätäinen          | Finlandia  | 91,5  | 65,4           | Q            |
| 50.     | Primož Peterka           | Słowenia   | 90,5  | 65,1           | nq           |
| 51.     | Michal Pšenko            | Słowacja   | 89,0  | 63,9           | nq           |
| 52.     | Iwan Kozłow              | Ukraina    | 89,5  | 63,3           | nq           |
| 53.     | Dušan Oršula             | Słowacja   | 90,0  | 60,7           | nq           |
| 54.     | Marián Bielčík           | Słowacja   | 86,0  | 55,5           | nq           |
| 55.     | Jurij Mikitinec          | Ukraina    | 84,0  | 52,4           | nq           |
| 56.     | Wojciech Tajner          | Polska     | 85,0  | 52,2           | nq           |
| 57.     | Mirosław Białobrzeski    | Polska     | 82,0  | 48,3           | nq           |
| 58.     | Jakub Krysta             | Polska     | 81,5  | 43,4           | nq           |
| 59.     | Alaksandr Dziadziula     | Białoruś   | 81,0  | 43,0           | nq           |
| 60.     | Marek Gwóźdź             | Polska     | 79,5  | 38,8           | nq           |
| 61.     | Wojciech Babiarz         | Polska     | 78,5  | 37,5           | nq           |
| 62.     | Rafał Kuchta             | Polska     | 77,5  | 36,7           | nq           |
| 63.     | Bartłomiej Nikiel        | Polska     | 75,0  | 33,7           | nq           |
| 64.     | Piotr Warwaruk           | Ukraina    | 74,5  | 29,3           | nq           |
| 65.     | Kajrat Bijekenow         | Kazachstan | 73,5  | 27,0           | nq           |
| 66.     | Andreas Widhölzl         | Austria    | 72,0  | 23,3           | pq           |
| 67.     | Jurij Rulew              | Kazachstan | 83,0  | 20,1           | nq           |
| 68.     | Krzysztof Mroczkowski    | Polska     | 69,0  | 18,9           | nq           |

Legenda:
pq – zawodnik miał zapewnioną kwalifikację dzięki pozycji w pierwszej „15” klasyfikacji Pucharu Świata
Q – zawodnik zakwalifikował się do konkursu głównego
nq – zawodnik odpadł w kwalifikacjach

### Drugi konkurs indywidualny (17.01.1999)
| Miejsce | Zawodnik                 | Państwo   | Skok 1 | Skok 2 | Punkty |
| ------- | ------------------------ | --------- | ------ | ------ | ------ |
| 1.      | Janne Ahonen             | Finlandia | 119,0  | 128,5  | 258,4  |
| 2.      | Kazuyoshi Funaki         | Japonia   | 119,0  | 121,5  | 253,8  |
| 3.      | Stefan Horngacher        | Austria   | 121,0  | 116,5  | 232,9  |
| 4.      | Andreas Widhölzl         | Austria   | 110,5  | 124,0  | 231,0  |
| 5.      | Hideharu Miyahira        | Japonia   | 116,5  | 110,0  | 222,6  |
| 6.      | Tommy Ingebrigtsen       | Norwegia  | 110,5  | 117,5  | 220,8  |
| 7.      | Wolfgang Loitzl          | Austria   | 111,0  | 112,5  | 218,7  |
| 8.      | Sven Hannawald           | Niemcy    | 118,0  | 108,5  | 218,1  |
| 9.      | Peter Žonta              | Słowenia  | 113,5  | 112,0  | 217,3  |
| 10.     | Nicolas Dessum           | Francja   | 107,5  | 118,0  | 216,8  |
| 11.     | Noriaki Kasai            | Japonia   | 110,0  | 113,5  | 216,2  |
| 12.     | Masahiko Harada          | Japonia   | 112,0  | 111,0  | 214,3  |
| 13.     | Martin Höllwarth         | Austria   | 113,0  | 109,5  | 213,9  |
| 14.     | Kazuya Yoshioka          | Japonia   | 112,5  | 109,5  | 211,5  |
| 15.     | Ronny Hornschuh          | Niemcy    | 114,5  | 108,0  | 209,9  |
| 16.     | Robert Mateja            | Polska    | 126,0  | 99,0   | 209,4  |
| 17.     | Christian Meyer          | Norwegia  | 112,0  | 106,0  | 205,8  |
| 18.     | Dieter Thoma             | Niemcy    | 118,5  | 104,5  | 203,3  |
| 19.     | Jani Soininen            | Finlandia | 108,0  | 108,5  | 201,1  |
| 20.     | Henning Stensrud         | Norwegia  | 109,0  | 108,5  | 197,9  |
| 21.     | Kristian Brenden         | Norwegia  | 114,0  | 104,5  | 197,2  |
| 22.     | Reinhard Schwarzenberger | Austria   | 116,0  | 99,0   | 196,9  |
| 23.     | Adam Małysz              | Polska    | 108,0  | 104,5  | 195,9  |
| 24.     | Lasse Ottesen            | Norwegia  | 106,0  | 108,0  | 193,1  |
| 25.     | Łukasz Kruczek           | Polska    | 105,5  | 106,0  | 191,6  |
| 26.     | Marius Småriset          | Norwegia  | 106,5  | 106,0  | 190,4  |
| 27.     | Alexander Herr           | Niemcy    | 110,0  | 99,5   | 188,5  |
| 28.     | Andreas Goldberger       | Austria   | 107,0  | 103,0  | 188,4  |
| 29.     | Gerd Siegmund            | Niemcy    | 106,5  | 101,5  | 183,8  |
| 30.     | Takanobu Okabe           | Japonia   | 106,5  | 97,0   | 178,2  |
| 31.     | Mika Laitinen            | Finlandia | 105,0  | –      | 94,2   |
| 32.     | Hiroya Saitō             | Japonia   | 104,0  | –      | 93,9   |
| 33.     | Jakub Janda              | Czechy    | 104,0  | –      | 92,4   |
| 34.     | Michal Doležal           | Czechy    | 104,5  | –      | 92,3   |
| 35.     | Kristoffer Jåfs          | Szwecja   | 105,0  | –      | 89,7   |
| 36.     | Hansjörg Jäkle           | Niemcy    | 102,0  | –      | 87,8   |
| 37.     | Primož Urh-Zupan         | Słowenia  | 102,5  | –      | 87,7   |
| 38.     | Christof Duffner         | Niemcy    | 102,5  | –      | 86,2   |
| 39.     | Janne Väätäinen          | Finlandia | 100,5  | –      | 86,1   |
| 40.     | Jakub Sucháček           | Czechy    | 101,5  | –      | 85,4   |
| 41.     | Wojciech Skupień         | Polska    | 101,0  | –      | 83,5   |
| 42.     | Rolando Kaligaro         | Słowenia  | 96,5   | –      | 78,9   |
| 43.     | Morten Ågheim            | Norwegia  | 113,0  | –      | 78,6   |
| 44.     | Martin Mesík             | Słowacja  | 94,0   | –      | 73,4   |
| 45.     | Lucas Chevalier-Girod    | Francja   | 95,5   | –      | 71,6   |
| 46.     | Andrzej Młynarczyk       | Polska    | 92,5   | –      | 71,2   |
| 47.     | Damjan Fras              | Słowenia  | 94,5   | –      | 70,3   |
| 48.     | Krystian Długopolski     | Polska    | 90,5   | –      | 66,1   |
| 49.     | Martin Koch              | Austria   | 90,5   | –      | 65,6   |
| 50.     | Risto Jussilainen        | Finlandia | 89,0   | –      | 57,9   |

## Składy reprezentacji
Poniżej znajduje się zestawienie składów wszystkich reprezentacji, które uczestniczyły w konkursach Pucharu Świata w skokach narciarskich w Zakopanem w 1999 roku. Z pierwszej piętnastki klasyfikacji generalnej Pucharu Świata, na starcie zabrakło jedynie Martina Schmitta, zajmującego przed zawodami w Polsce drugą pozycję. Reprezentant Niemiec był początkowo zgłoszony do zawodów, ale ostatecznie nie przybył do Zakopanego z powodu przeziębienia.
Z uwagi na fakt, iż Polska była gospodarzem zawodów, miała ona prawo do wystawienia w kwalifikacjach dodatkowej liczby dziesięciu zawodników z tzw. kwoty krajowej, przysługującej na dwa konkursy organizowane u siebie. Tym samym do kwalifikacji do każdego z dwóch konkursów na Wielkiej Krokwi przystąpiło 14 reprezentantów Polski.
| Zawodnik                 | Data urodzenia       | Pozycja w PŚ | Miejsca w PŚ Zakopane 1998 | Miejsca w PŚ Zakopane 1998 | Miejsca w PŚ Zakopane 1999 | Miejsca w PŚ Zakopane 1999 | Źródło        |
| Zawodnik                 | Data urodzenia       | Pozycja w PŚ | I konkurs (17.01.1998)     | II konkurs (18.01.1998)    | I konkurs (16.01.1999)     | II konkurs (17.01.1999)    | Źródło        |
| ------------------------ | -------------------- | ------------ | -------------------------- | -------------------------- | -------------------------- | -------------------------- | ------------- |
| Austria (7)              |                      |              |                            |                            |                            |                            |               |
| Andreas Goldberger       | 29 listopada 1972    | 11           | 37                         | 12                         | 9                          | 28                         | [ 32 ]        |
| Stefan Horngacher        | 20 września 1969     | 8            | 44                         | 9                          | 1                          | 3                          | [ 33 ]        |
| Martin Höllwarth         | 13 kwietnia 1974     | 16           | 7                          | 16                         | 15                         | 13                         | [ 34 ]        |
| Martin Koch              | 22 stycznia 1982     | –            | –                          | –                          | 29                         | 49                         | [ 35 ]        |
| Wolfgang Loitzl          | 13 stycznia 1980     | 13           | 35                         | 24                         | 26                         | 7                          | [ 36 ]        |
| Reinhard Schwarzenberger | 7 stycznia 1977      | 22           | 9                          | 25                         | 19                         | 22                         | [ 37 ]        |
| Andreas Widhölzl         | 14 października 1976 | 5            | 4                          | 28                         | 4                          | 4                          | [ 38 ]        |
| Białoruś (1)             |                      |              |                            |                            |                            |                            |               |
| Alaksandr Dziadziula     | 4 listopada 1982     | –            | –                          | –                          | q                          | q                          | [ 39 ]        |
| Czechy (3)               |                      |              |                            |                            |                            |                            |               |
| Michal Doležal           | 11 marca 1978        | 38           | 42                         | 36                         | 47                         | 34                         | [ 40 ]        |
| Jakub Janda              | 27 kwietnia 1978     | 40           | –                          | –                          | 49                         | 33                         | [ 41 ]        |
| Jakub Sucháček           | 27 listopada 1978    | 23           | –                          | –                          | 34                         | 40                         | [ 42 ]        |
| Finlandia (5)            |                      |              |                            |                            |                            |                            |               |
| Janne Ahonen             | 11 maja 1977         | 1            | 2                          | 6                          | 2                          | 1                          | [ 43 ]        |
| Risto Jussilainen        | 10 czerwca 1975      | 52           | –                          | –                          | q                          | 50                         | [ 44 ]        |
| Mika Laitinen            | 5 marca 1973         | 24           | –                          | –                          | 24                         | 31                         | [ 45 ]        |
| Jani Soininen            | 12 listopada 1972    | 33           | 40                         | 6                          | 45                         | 19                         | [ 46 ]        |
| Janne Väätäinen          | 6 marca 1975         | 58           | –                          | –                          | 40                         | 39                         | [ 47 ]        |
| Francja (2)              |                      |              |                            |                            |                            |                            |               |
| Lucas Chevalier-Girod    | 26 stycznia 1976     | 46           | 36                         | 41                         | 40                         | 45                         | [ 48 ]        |
| Nicolas Dessum           | 20 lutego 1977       | 14           | –                          | –                          | 14                         | 10                         | [ 49 ]        |
| Japonia (7)              |                      |              |                            |                            |                            |                            |               |
| Kazuyoshi Funaki         | 27 kwietnia 1975     | 3            | 39                         | 2                          | 8                          | 2                          | [ 50 ]        |
| Masahiko Harada          | 9 maja 1968          | 9            | 5                          | 37                         | 11                         | 12                         | [ 51 ]        |
| Noriaki Kasai            | 6 czerwca 1972       | 4            | –                          | –                          | 5                          | 11                         | [ 52 ]        |
| Hideharu Miyahira        | 21 grudnia 1973      | 10           | –                          | –                          | 13                         | 5                          | [ 53 ]        |
| Takanobu Okabe           | 26 października 1970 | 31           | –                          | –                          | 31                         | 30                         | [ 54 ]        |
| Hiroya Saitō             | 1 września 1970      | 19           | 21                         | 4                          | 20                         | 32                         | [ 55 ]        |
| Kazuya Yoshioka          | 9 września 1978      | 12           | 30                         | 19                         | 12                         | 14                         | [ 56 ]        |
| Kazachstan (2)           |                      |              |                            |                            |                            |                            |               |
| Kajrat Bijekenow         | 25 maja 1972         | –            | –                          | –                          | q                          | q                          | [ 57 ]        |
| Jurij Rulew              | 8 grudnia 1978       | –            | –                          | –                          | q                          | q                          | [ 58 ]        |
| Niemcy (7)               |                      |              |                            |                            |                            |                            |               |
| Christof Duffner         | 16 grudnia 1971      | 27           | 15                         | 21                         | 39                         | 38                         | [ 59 ]        |
| Sven Hannawald           | 9 listopada 1974     | 6            | 3                          | 3                          | 7                          | 8                          | [ 60 ]        |
| Alexander Herr           | 4 października 1978  | 30           | –                          | –                          | 17                         | 27                         | [ 61 ]        |
| Ronny Hornschuh          | 2 lutego 1975        | 21           | 11                         | 50                         | 43                         | 15                         | [ 62 ]        |
| Hansjörg Jäkle           | 19 października 1971 | 25           | 18                         | 8                          | 25                         | 36                         | [ 63 ]        |
| Gerd Siegmund            | 7 lutego 1973        | 35           | 12                         | 17                         | 35                         | 29                         | [ 64 ]        |
| Dieter Thoma             | 19 października 1969 | 15           | 43                         | 5                          | 10                         | 18                         | [ 65 ]        |
| Norwegia (7)             |                      |              |                            |                            |                            |                            |               |
| Morten Ågheim            | 20 lipca 1980        | 7            | –                          | –                          | 21                         | 43                         | [ 66 ]        |
| Kristian Brenden         | 12 czerwca 1976      | 17           | 1                          | 10                         | 38                         | 21                         | [ 67 ]        |
| Tommy Ingebrigtsen       | 8 sierpnia 1977      | 20           | –                          | –                          | 3                          | 6                          | [ 68 ]        |
| Christian Meyer          | 22 października 1977 | 27           | –                          | –                          | 6                          | 17                         | [ 69 ]        |
| Lasse Ottesen            | 8 kwietnia 1974      | 18           | 22                         | 20                         | 22                         | 24                         | [ 70 ]        |
| Marius Småriset          | 3 maja 1977          | –            | –                          | –                          | q                          | 26                         | [ 71 ]        |
| Henning Stensrud         | 20 sierpnia 1977     | 42           | 13                         | 33                         | 18                         | 20                         | [ 72 ]        |
| Polska (14)              |                      |              |                            |                            |                            |                            |               |
| Wojciech Babiarz         | 4 lipca 1981         | –            | –                          | –                          | q                          | q                          | [ 73 ]        |
| Mirosław Białobrzeski    | 1980                 | –            | –                          | –                          | q                          | q                          | [ 74 ]        |
| Krystian Długopolski     | 3 sierpnia 1980      | –            | q                          | q                          | q                          | 48                         | [ 75 ]        |
| Marek Gwóźdź             | 24 maja 1977         | –            | q                          | –                          | 48                         | q                          | [ 76 ]        |
| Łukasz Kruczek           | 1 listopada 1975     | –            | q                          | 45                         | 37                         | 25                         | [ 77 ]        |
| Jakub Krysta             | 1983                 | –            | –                          | –                          | q                          | q                          | [ 74 ]        |
| Rafał Kuchta             | 19 października 1980 | –            | –                          | –                          | q                          | q                          | [ 78 ]        |
| Adam Małysz              | 3 grudnia 1977       | –            | 23                         | 29                         | 27                         | 23                         | [ 79 ]        |
| Robert Mateja            | 5 października 1974  | –            | 6                          | 23                         | 28                         | 16                         | [ 80 ]        |
| Andrzej Młynarczyk       | 1973                 | –            | q                          | 49                         | 32                         | 46                         | [ 81 ]        |
| Krzysztof Mroczkowski    | 1978                 | –            | –                          | –                          | q                          | q                          | [ 74 ]        |
| Bartłomiej Nikiel        | 8 lipca 1983         | –            | –                          | –                          | q                          | q                          | [ 82 ] [ 83 ] |
| Wojciech Skupień         | 9 marca 1976         | 49           | 28                         | 26                         | 36                         | 41                         | [ 84 ]        |
| Wojciech Tajner          | 24 czerwca 1980      | –            | –                          | –                          | q                          | q                          | [ 85 ]        |
| Słowacja (4)             |                      |              |                            |                            |                            |                            |               |
| Marián Bielčík           | 27 sierpnia 1973     | –            | q                          | q                          | 49                         | q                          | [ 86 ]        |
| Martin Mesík             | 17 października 1979 | –            | 48                         | q                          | 46                         | 44                         | [ 87 ]        |
| Dušan Oršula             | 23 sierpnia 1979     | –            | q                          | q                          | q                          | q                          | [ 88 ]        |
| Michal Pšenko            | 8 lipca 1982         | –            | –                          | –                          | 44                         | q                          | [ 89 ]        |
| Słowenia (5)             |                      |              |                            |                            |                            |                            |               |
| Damjan Fras              | 21 lutego 1973       | 45           | –                          | –                          | q                          | 47                         | [ 90 ]        |
| Rolando Kaligaro         | 22 marca 1976        | –            | –                          | –                          | 33                         | 42                         | [ 91 ]        |
| Primož Peterka           | 28 lutego 1979       | 26           | 17                         | 1                          | 30                         | q                          | [ 92 ]        |
| Primož Urh-Zupan         | 22 stycznia 1983     | –            | –                          | –                          | 23                         | 37                         | [ 93 ]        |
| Peter Žonta              | 9 stycznia 1979      | 38           | 50                         | 34                         | 16                         | 9                          | [ 94 ]        |
| Szwecja (1)              |                      |              |                            |                            |                            |                            |               |
| Kristoffer Jåfs          | 30 lipca 1980        | 47           | –                          | –                          | q                          | 35                         | [ 95 ]        |
| Ukraina (3)              |                      |              |                            |                            |                            |                            |               |
| Iwan Kozłow              | 6 maja 1978          | –            | q                          | q                          | 42                         | q                          | [ 96 ]        |
| Jurij Mikitinec          | 12 listopada 1974    | –            | q                          | q                          | q                          | q                          | [ 97 ]        |
| Piotr Warwaruk           | 1981                 | –            | –                          | –                          | q                          | q                          |               |

Legenda:
q – zawodnik nie zakwalifikował się do konkursu głównego;
- – zawodnik nie został zgłoszony do kwalifikacji.